# Населённые пункты Костромской области в районах (от О до Я)
Численность населения сельских населённых пунктов приведена по данным переписи населения 2010 года, численность населения городских населённых пунктов (посёлков городского типа (рабочих посёлков) и городов) — по оценке на 1 января 2021 года.

## Октябрьский
| №   | Населённый пункт    | Тип     | Население |
| --- | ------------------- | ------- | --------- |
| 1   | Андреево            | деревня | 141       |
| 2   | Афонино             | деревня | 24        |
| 3   | Афонинская          | деревня | 0         |
| 4   | Батуриха            | деревня | 1         |
| 5   | Башкирь             | деревня | 1         |
| 6   | Бережок             | деревня | 0         |
| 7   | Блиновщина          | деревня | 1         |
| 8   | Боговарово          | село    | 2450      |
| 9   | Большая Балахонка   | деревня | 0         |
| 10  | Большая Стрелка     | деревня | 30        |
| 11  | Большое Кленовое    | деревня | 2         |
| 12  | Большой Дор         | деревня | 4         |
| 13  | Вахрушата           | деревня | 4         |
| 14  | Веденьё             | село    | 208       |
| 15  | Верхорубовская      | деревня | 0         |
| 16  | Вершинята           | деревня | 0         |
| 17  | Волково             | деревня | 1         |
| 18  | Вторая Глушковская  | деревня | 0         |
| 19  | Вторая Дудинская    | деревня | 5         |
| 20  | Вторая Ключевская   | деревня | 3         |
| 21  | Вторая Крутая       | деревня | 0         |
| 22  | Вторая Медяна       | деревня | 2         |
| 23  | Вторые Петухи       | деревня | 0         |
| 24  | Вторые Сивяки       | деревня | 16        |
| 25  | Высокое             | деревня | 12        |
| 26  | Гарино              | деревня | 0         |
| 27  | Грехово             | деревня | 46        |
| 28  | Губиха              | деревня | 35        |
| 29  | Гурино              | деревня | 0         |
| 30  | Даровая             | деревня | 58        |
| 31  | Забегаево           | деревня | 206       |
| 32  | Заборье             | деревня | 11        |
| 33  | Заречана            | деревня | 0         |
| 34  | Ильинское           | село    | 213       |
| 35  | Ирдом               | деревня | 21        |
| 36  | Калинёнки           | деревня | 2         |
| 37  | Калюжская           | деревня | 2         |
| 38  | Катушенки           | деревня | 165       |
| 39  | Клюкино             | деревня | 72        |
| 40  | Ключи               | деревня | 0         |
| 41  | Князевская          | деревня | 0         |
| 42  | Кокоры              | деревня | 13        |
| 43  | Колеватовы          | деревня | 0         |
| 44  | Коновальцы          | деревня | 1         |
| 45  | Коротёнки           | деревня | 2         |
| 46  | Котельный Мыс       | деревня | 2         |
| 47  | Кузьмины            | деревня | 111       |
| 48  | Ларьково            | деревня | 2         |
| 49  | Лебеди              | деревня | 172       |
| 50  | Левино              | деревня | 8         |
| 51  | Липово              | деревня | 26        |
| 52  | Луптюг              | кордон  | 13        |
| 53  | Луптюг              | село    | 364       |
| 54  | Лямино              | деревня | 14        |
| 55  | Малая Стрелка       | деревня | 99        |
| 56  | Малиновка           | деревня | 7         |
| 57  | Малиновка           | деревня | 71        |
| 58  | Малое Кленовое      | деревня | 2         |
| 59  | Малый Рюндюг        | деревня | 11        |
| 60  | Михали              | деревня | 2         |
| 61  | Михонино            | деревня | 2         |
| 62  | Мокроносово         | деревня | 14        |
| 63  | Мокруша             | деревня | 1         |
| 64  | Морошкино           | деревня | 10        |
| 65  | Нефёдовка           | деревня | 0         |
| 66  | Огурцы              | деревня | 1         |
| 67  | Останино            | деревня | 56        |
| 68  | Отрадный            | посёлок | 64        |
| 69  | Первая Дудинская    | деревня | 20        |
| 70  | Первая Клобуковская | деревня | 44        |
| 71  | Первая Ключевская   | деревня | 16        |
| 72  | Первый Содом        | деревня | 4         |
| 73  | Петровская          | деревня | 0         |
| 74  | Петрушино           | деревня | 14        |
| 75  | Пономарёво          | деревня | 0         |
| 76  | Потёмкино           | деревня | 0         |
| 77  | Приречный           | посёлок | 4         |
| 78  | Раменье             | деревня | 8         |
| 79  | Расклонное          | деревня | 1         |
| 80  | Ратчина             | село    | 10        |
| 81  | Рожинская           | деревня | 23        |
| 82  | Ромашкино           | деревня | 0         |
| 83  | Сивцево             | деревня | 40        |
| 84  | Соловецкое          | село    | 247       |
| 85  | Сосновка            | деревня | 0         |
| 86  | Стариковы           | деревня | 0         |
| 87  | Тарасиха            | деревня | 2         |
| 88  | Терёхино            | деревня | 5         |
| 89  | Тимошино            | деревня | 1         |
| 90  | Титово              | деревня | 4         |
| 91  | Устиновцы           | деревня | 0         |
| 92  | Ушаково             | деревня | 10        |
| 93  | Филино              | деревня | 41        |
| 94  | Хомяковщина         | деревня | 2         |
| 95  | Черепаново          | деревня | 22        |
| 96  | Черныши             | деревня | 0         |
| 97  | Шестиглазово        | деревня | 6         |
| 98  | Шумково             | деревня | 6         |
| 99  | Шумково             | деревня | 20        |
| 100 | Ягодино             | деревня | 2         |
| 101 | Якунинцы            | деревня | 0         |

## Островский
| №   | Населённый пункт | Тип          | Население |
| --- | ---------------- | ------------ | --------- |
| 1   | Адищево          | село         | 814       |
| 2   | Акулово          | деревня      | 3         |
| 3   | Александровское  | посёлок      | 718       |
| 4   | Ананьино         | деревня      | 4         |
| 5   | Антоново         | деревня      | 14        |
| 6   | Бабаново         | деревня      | 30        |
| 7   | Белконосово      | деревня      | 0         |
| 8   | Болотниково      | деревня      | 3         |
| 9   | Болтушки         | деревня      | 26        |
| 10  | Борок            | деревня      | 36        |
| 11  | Василёво         | деревня      | 12        |
| 12  | Воскресенское    | село         | 272       |
| 13  | Вотчинка         | деревня      | 20        |
| 14  | Вязовка          | деревня      | 3         |
| 15  | Гармониха        | деревня      | 6         |
| 16  | Горки            | деревня      | 19        |
| 17  | Горки            | деревня      | 6         |
| 18  | Горюшки          | деревня      | 24        |
| 19  | Григорцево       | деревня      | 19        |
| 20  | Гуляевка         | деревня      | 700       |
| 21  | Данильцево       | деревня      | 17        |
| 22  | Долгово          | деревня      | 45        |
| 23  | Дорофеево        | деревня      | 2         |
| 24  | Дубяны           | село         | 151       |
| 25  | Дунилово         | деревня      | 9         |
| 26  | Дымница          | деревня      | 199       |
| 27  | Дымница          | посёлок      | 257       |
| 28  | Ерыково          | деревня      | 0         |
| 29  | Жабревка         | деревня      | 73        |
| 30  | Заборье          | село         | 264       |
| 31  | Займище          | деревня      | 0         |
| 32  | Зверниха         | деревня      | 1         |
| 33  | Зоркино          | деревня      | 6         |
| 34  | Иванковица       | село         | 0         |
| 35  | Ивахово          | деревня      | 4         |
| 36  | Ивашево          | деревня      | 250       |
| 37  | Ивашево          | ж.д. станция | 69        |
| 38  | Игодово          | село         | 617       |
| 39  | Инега            | деревня      | 20        |
| 40  | Калентьево       | деревня      | 1         |
| 41  | Квашнино         | деревня      | 5         |
| 42  | Киленки          | деревня      | 15        |
| 43  | Клеванцово       | деревня      | 356       |
| 44  | Климово          | деревня      | 169       |
| 45  | Козловка         | деревня      | 270       |
| 46  | Козьмодемьян     | село         | 31        |
| 47  | Костово          | деревня      | 0         |
| 48  | Красная Поляна   | посёлок      | 486       |
| 49  | Крутец           | деревня      | 52        |
| 50  | Кузьминка        | деревня      | 7         |
| 51  | Лебедево         | деревня      | 18        |
| 52  | Левково          | деревня      | 3         |
| 53  | Ливенка          | деревня      | 7         |
| 54  | Лобаново         | деревня      | 12        |
| 55  | Логиново         | деревня      | 345       |
| 56  | Лодыгино         | деревня      | 17        |
| 57  | Ломки            | деревня      | 391       |
| 58  | Макарово         | деревня      | 0         |
| 59  | Максаково        | деревня      | 0         |
| 60  | Максютино        | деревня      | 0         |
| 61  | Малое Березово   | деревня      | 152       |
| 62  | Марково          | деревня      | 132       |
| 63  | Машихино         | деревня      | 15        |
| 64  | Медведки         | деревня      | 67        |
| 65  | Митрофаново      | деревня      | 0         |
| 66  | Михальцево       | деревня      | 0         |
| 67  | Монастырское     | деревня      | 14        |
| 68  | Никола-Бережки   | село         | 2         |
| 69  | Новая            | деревня      | 0         |
| 70  | Новинки          | деревня      | 16        |
| 71  | Новоселки        | деревня      | 130       |
| 72  | Новошино         | деревня      | 9         |
| 73  | Онопиха          | деревня      | 1         |
| 74  | Осипово          | деревня      | 7         |
| 75  | Островское       | ж.д. станция | 96        |
| 76  | Островское       | посёлок      | 4218      |
| 77  | Панькино         | деревня      | 1         |
| 78  | Парфеньево       | деревня      | 74        |
| 79  | Пеньки           | деревня      | 0         |
| 80  | Пески            | деревня      | 61        |
| 81  | Подлужье         | деревня      | 0         |
| 82  | Покровское       | село         | 11        |
| 83  | Полоски          | деревня      | 87        |
| 84  | Починок          | деревня      | 0         |
| 85  | Рыжевка          | деревня      | 0         |
| 86  | Рязаново         | село         | 0         |
| 87  | Сальково         | деревня      | 13        |
| 88  | Селиваниха       | деревня      | 8         |
| 89  | Сергеево         | деревня      | 0         |
| 90  | Сокерино         | деревня      | 0         |
| 91  | Сосновец         | деревня      | 0         |
| 92  | Студенец         | деревня      | 3         |
| 93  | Тарабыкино       | деревня      | 31        |
| 94  | Угольское        | село         | 21        |
| 95  | Фёдорково        | деревня      | 14        |
| 96  | Федулово         | деревня      | 0         |
| 97  | Фомицино         | деревня      | 5         |
| 98  | Хаустово         | деревня      | 10        |
| 99  | Хомутово         | село         | 245       |
| 100 | Худяки           | деревня      | 4         |
| 101 | Чёрная           | деревня      | 4         |
| 102 | Шегары           | деревня      | 2         |
| 103 | Ширяево          | село         | 2         |
| 104 | Шульгино         | деревня      | 15        |
| 105 | Шумково          | деревня      | 19        |
| 106 | Щелыково         | село         | 300       |
| 107 | Юрьево           | село         | 158       |
| 108 | Якуниха          | деревня      | 48        |
| 109 | Яшино            | посёлок      | 33        |

## Павинский
| №  | Населённый пункт    | Тип     | Население |
| -- | ------------------- | ------- | --------- |
| 1  | Авдомовка           | деревня | 0         |
| 2  | Аверино             | деревня | 4         |
| 3  | Артюгино            | деревня | 0         |
| 4  | Берёзовка           | деревня | 129       |
| 5  | Большая Берёзовка   | деревня | 9         |
| 6  | Большая Лисья       | деревня | 4         |
| 7  | Большая Медведица   | деревня | 1         |
| 8  | Большой Волмыш      | деревня | 4         |
| 9  | Большой Завраг      | деревня | 51        |
| 10 | Большой Пызмасс     | деревня | 14        |
| 11 | Бурковщина          | деревня | 80        |
| 12 | Валовая             | деревня | #Н/Д      |
| 13 | Вахрушата           | деревня | 2         |
| 14 | Ворониха            | деревня | 3         |
| 15 | Вторая Грязучая     | деревня | 7         |
| 16 | Вторая Леденгская   | деревня | 31        |
| 17 | Второй Стариковский | деревня | 5         |
| 18 | Вторунка            | деревня | 0         |
| 19 | Высокая             | деревня | 0         |
| 20 | Высокая Лисья       | деревня | 13        |
| 21 | Гладкая Дерба       | деревня | 0         |
| 22 | Гришонки            | деревня | 24        |
| 23 | Дербица             | деревня | 1         |
| 24 | Доброумово          | посёлок | 176       |
| 25 | Доровица            | деревня | 49        |
| 26 | Евтюхино            | деревня | 20        |
| 27 | Егорово             | деревня | 10        |
| 28 | Журавли             | деревня | 0         |
| 29 | Зубаревская         | деревня | 0         |
| 30 | Зяблуха             | деревня | 0         |
| 31 | Исити               | деревня | 0         |
| 32 | Каменная Лывка      | деревня | 0         |
| 33 | Карпово             | деревня | 64        |
| 34 | Кленовая            | деревня | 0         |
| 35 | Корково             | деревня | 5         |
| 36 | Королёво            | деревня | 0         |
| 37 | Кузюг               | деревня | 0         |
| 38 | Кукушкино           | деревня | 0         |
| 39 | Кукшинга            | деревня | 28        |
| 40 | Леденгск            | село    | 352       |
| 41 | Липово              | деревня | 0         |
| 42 | Ляпустинцы          | деревня | 2         |
| 43 | Макаровская         | деревня | 0         |
| 44 | Малиновцы           | деревня | 15        |
| 45 | Малый Волмыш        | деревня | 0         |
| 46 | Малый Завраг        | деревня | 13        |
| 47 | Медведица           | село    | 134       |
| 48 | Мостовая            | деревня | 0         |
| 49 | Мундор              | деревня | 1         |
| 50 | Мундор              | деревня | 0         |
| 51 | Низкая Грива        | деревня | 42        |
| 52 | Новое Березино      | деревня | 13        |
| 53 | Новое Коточижное    | деревня | 0         |
| 54 | Новое Раменье       | деревня | 9         |
| 55 | Носыриха            | деревня | 0         |
| 56 | Опалиха             | деревня | 0         |
| 57 | Павино              | деревня | 0         |
| 58 | Павино              | село    | 3067      |
| 59 | Павинский Выселок   | деревня | 0         |
| 60 | Панково             | деревня | 12        |
| 61 | Паратенки           | деревня | 3         |
| 62 | Первая Грязучая     | деревня | 57        |
| 63 | Первый Бурковский   | деревня | 0         |
| 64 | Первый Стариковский | деревня | 15        |
| 65 | Першонки            | деревня | 0         |
| 66 | Петропавловское     | село    | 32        |
| 67 | Плешковский         | починок | 0         |
| 68 | Политенки           | деревня | 0         |
| 69 | Прудовка            | деревня | 0         |
| 70 | Ребровка            | посёлок | 12        |
| 71 | Рогачи              | деревня | 0         |
| 72 | Рябиновцы           | деревня | 10        |
| 73 | Северянка           | деревня | 0         |
| 74 | Скородумово         | деревня | 1         |
| 75 | Солдатово           | деревня | 0         |
| 76 | Средняя Грива       | деревня | 26        |
| 77 | Старая Дорога       | деревня | 9         |
| 78 | Старая Заречная     | деревня | 34        |
| 79 | Старое Березино     | деревня | 0         |
| 80 | Старое Раменье      | деревня | 15        |
| 81 | Суворовцы           | деревня | 0         |
| 82 | Титовцы             | деревня | 0         |
| 83 | Фурово              | деревня | 241       |
| 84 | Шайма               | село    | 44        |
| 85 | Шайменский          | посёлок | 358       |
| 86 | Шараниха            | деревня | 18        |
| 87 | Шубино              | деревня | 0         |
| 88 | Шумково             | деревня | 95        |

## Парфеньевский (Парфеньевский муниципальный округ)
| №  | Населённый пункт | Тип          | Население |
| -- | ---------------- | ------------ | --------- |
| 1  | Агапитово        | деревня      | 1         |
| 2  | Аносово          | деревня      | 127       |
| 3  | Антропово        | деревня      | 2         |
| 4  | Антушево         | деревня      | 1         |
| 5  | Анфимово         | деревня      | 0         |
| 6  | Артёмово         | деревня      | 2         |
| 7  | Афонино          | деревня      | 1         |
| 8  | Беликово         | деревня      | 7         |
| 9  | Бор              | посёлок      | 160       |
| 10 | Брагино          | деревня      | 0         |
| 11 | Будино           | деревня      | 7         |
| 12 | Васиковка        | село         | 0         |
| 13 | Вахонино         | деревня      | 0         |
| 14 | Воловцево        | деревня      | 0         |
| 15 | Вохтома          | посёлок      | 369       |
| 16 | Горелец          | село         | 13        |
| 17 | Горжениново      | деревня      | 1         |
| 18 | Горлово          | деревня      | 7         |
| 19 | Городище         | деревня      | 5         |
| 20 | Горохово         | деревня      | 1         |
| 21 | Григорово        | деревня      | 28        |
| 22 | Далевский        | починок      | 0         |
| 23 | Долгово          | деревня      | 0         |
| 24 | Евдокимово       | деревня      | 16        |
| 25 | Екимово          | деревня      | 40        |
| 26 | Завражье         | деревня      | 1         |
| 27 | Задорино         | деревня      | 149       |
| 28 | Залесье          | деревня      | 20        |
| 29 | Ильинское        | село         | 7         |
| 30 | Истомино         | деревня      | 0         |
| 31 | Коробовское      | деревня      | 2         |
| 32 | Крусаново        | деревня      | 12        |
| 33 | Кукушкино        | деревня      | 18        |
| 34 | Кунаково         | деревня      | 0         |
| 35 | Курьяново        | деревня      | 0         |
| 36 | Лаптуново        | деревня      | 0         |
| 37 | Левино           | деревня      | 2         |
| 38 | Ложково          | деревня      | 64        |
| 39 | Макарино         | деревня      | 2         |
| 40 | Мальгино         | село         | 14        |
| 41 | Марфино          | деревня      | 1         |
| 42 | Марьино          | деревня      | 0         |
| 43 | Маслово          | деревня      | 0         |
| 44 | Матвеево         | село         | 288       |
| 45 | Михалево         | деревня      | 0         |
| 46 | Молодёжный       | посёлок      | 1         |
| 47 | Нечаево          | деревня      | 13        |
| 48 | Николо-Полома    | посёлок      | 1641      |
| 49 | Николо-Полома    | село         | 167       |
| 50 | Николо-Ширь      | село         | 114       |
| 51 | Никулино         | деревня      | 5         |
| 52 | Никулино         | деревня      | 4         |
| 53 | Новосёлово       | посёлок      | 35        |
| 54 | Нозьма           | посёлок      | 26        |
| 55 | Носуево          | деревня      | 0         |
| 56 | Осеево           | деревня      | 0         |
| 57 | Павлово          | деревня      | 11        |
| 58 | Павлыгино        | деревня      | 0         |
| 59 | Паново           | деревня      | 1         |
| 60 | Парфеньево       | село         | 2963      |
| 61 | Пепелово         | деревня      | 1         |
| 62 | Первушино        | деревня      | 0         |
| 63 | Полома           | деревня      | 16        |
| 64 | Полушкино        | деревня      | 1         |
| 65 | Потапово         | деревня      | 1         |
| 66 | Потрусово        | село         | 189       |
| 67 | Починок-Аристов  | деревня      | 5         |
| 68 | Починок-Федоров  | деревня      | 5         |
| 69 | Притыкино        | деревня      | 0         |
| 70 | Раменье          | деревня      | 17        |
| 71 | Родино           | деревня      | 0         |
| 72 | Савачево         | деревня      | 0         |
| 73 | Савино           | деревня      | 248       |
| 74 | Савино           | деревня      | 1         |
| 75 | Свателово        | деревня      | 3         |
| 76 | Сокирино         | деревня      | 2         |
| 77 | Спицино          | деревня      | 4         |
| 78 | Стрелица         | деревня      | 0         |
| 79 | Тарасово         | деревня      | 0         |
| 80 | Татаурово        | деревня      | 0         |
| 81 | Трифоново        | деревня      | 0         |
| 82 | Тчанниково       | деревня      | 14        |
| 83 | Тчанниково       | ж.д. разъезд | 1         |
| 84 | Успенье          | село         | 239       |
| 85 | Федюшино         | деревня      | 1         |
| 86 | Хвостилово       | деревня      | 7         |
| 87 | Холм             | деревня      | 0         |
| 88 | Холм             | деревня      | 0         |
| 89 | Шекурино         | деревня      | 1         |
| 90 | Ямище            | деревня      | 0         |

## Поназыревский
| №  | Населённый пункт | Тип     | Население |
| -- | ---------------- | ------- | --------- |
| 1  | Архангельское    | село    | 2         |
| 2  | Балдино          | деревня | 7         |
| 3  | Бурковское       | деревня | 4         |
| 4  | Бурундучиха      | посёлок | 18        |
| 5  | Быстрово         | деревня | 192       |
| 6  | Васенёво         | деревня | 26        |
| 7  | Высоковское      | деревня | 0         |
| 8  | Горлово          | деревня | 159       |
| 9  | Гудково          | деревня | 99        |
| 10 | Дароватка        | посёлок | 0         |
| 11 | Ежово            | деревня | 19        |
| 12 | Зинковка         | посёлок | 1         |
| 13 | Клюкино          | деревня | 58        |
| 14 | Луптюг           | деревня | 72        |
| 15 | Мундырь          | деревня | 69        |
| 16 | Нея              | посёлок | 10        |
| 17 | Никитино         | деревня | 36        |
| 18 | Новый            | посёлок | 44        |
| 19 | Панино           | посёлок | 17        |
| 20 | Плосково         | деревня | 5         |
| 21 | Полдневица       | посёлок | 627       |
| 22 | Поназырево       | пгт     | 4127      |
| 23 | Поназырево       | деревня | 124       |
| 24 | Расшахово        | деревня | 14        |
| 25 | Соболево         | деревня | 9         |
| 26 | Созоново         | деревня | 27        |
| 27 | Соколовское      | деревня | 2         |
| 28 | Суходербское     | деревня | 0         |
| 29 | Хмелёвка         | село    | 215       |
| 30 | Черёмное         | деревня | 0         |
| 31 | Якшанга          | посёлок | 870       |

## Пыщугский
| №  | Населённый пункт    | Тип     | Население |
| -- | ------------------- | ------- | --------- |
| 1  | Белая               | деревня | 60        |
| 2  | Бережок             | деревня | 0         |
| 3  | Бобылица            | деревня | 8         |
| 4  | Большая Каменка     | деревня | 0         |
| 5  | Боровской           | посёлок | 391       |
| 6  | Верхнеспасское      | село    | 285       |
| 7  | Вятско-Николаевское | деревня | 6         |
| 8  | Гаревая             | деревня | 2         |
| 9  | Головино            | деревня | 121       |
| 10 | Гомзиха             | деревня | 4         |
| 11 | Гусиха              | деревня | 0         |
| 12 | Заболотье           | деревня | 1         |
| 13 | Ильинское           | село    | 26        |
| 14 | Ираклиха            | деревня | 3         |
| 15 | Карманиха           | деревня | 2         |
| 16 | Колпашница          | деревня | 200       |
| 17 | Кореповское         | деревня | 0         |
| 18 | Крутая              | деревня | 179       |
| 19 | Малая Каменка       | деревня | 4         |
| 20 | Малая Каменка       | деревня | 6         |
| 21 | Михайловица         | село    | 107       |
| 22 | Морошкино           | деревня | 62        |
| 23 | Носково             | деревня | 187       |
| 24 | Носково             | село    | 54        |
| 25 | Носковский          | кордон  | 1         |
| 26 | Озерная             | деревня | 10        |
| 27 | Песчанка            | деревня | 1         |
| 28 | Петровка            | деревня | 1         |
| 29 | Притыкино           | деревня | 73        |
| 30 | Пыщуг               | село    | 3376      |
| 31 | Северный            | посёлок | 57        |
| 32 | Сергеевица          | деревня | 227       |
| 33 | Середняя            | деревня | 5         |
| 34 | Слепёнкино          | деревня | 31        |
| 35 | Таланкино           | деревня | 104       |
| 36 | Токовица            | деревня | 6         |

## Солигаличский
| №   | Населённый пункт              | Тип          | Население                                                                                  |
| --- | ----------------------------- | ------------ | ------------------------------------------------------------------------------------------ |
| 1   | Авдеево                       | деревня      | 0                                                                                          |
| 2   | Акулово                       | деревня      | 0                                                                                          |
| 3   | Ананьино                      | деревня      | 0                                                                                          |
| 4   | Анцифорово                    | деревня      | 1                                                                                          |
| 5   | База Жилино                   | посёлок      | 0                                                                                          |
| 6   | База Мизинцево                | посёлок      | 0                                                                                          |
| 7   | База Топливной промышленности | посёлок      | 41                                                                                         |
| 8   | Балыново                      | деревня      | 12                                                                                         |
| 9   | Батурино                      | деревня      | 0                                                                                          |
| 10  | Богородское                   | деревня      | 0                                                                                          |
| 11  | Большое Токарево              | деревня      | 40                                                                                         |
| 12  | Большой Починок               | деревня      | 138                                                                                        |
| 13  | Борисовское                   | деревня      | 7                                                                                          |
| 14  | Борисьево                     | деревня      | 0                                                                                          |
| 15  | Боровина                      | деревня      | 4                                                                                          |
| 16  | Бородавицино                  | деревня      | 0                                                                                          |
| 17  | Бренёво                       | деревня      | 0                                                                                          |
| 18  | Букино                        | деревня      | 7                                                                                          |
| 19  | Буньково                      | деревня      | 0                                                                                          |
| 20  | Бурдуково                     | деревня      | 200                                                                                        |
| 21  | Васильево                     | деревня      | 31                                                                                         |
| 22  | Великово                      | деревня      | 75                                                                                         |
| 23  | Верково                       | деревня      | 0                                                                                          |
| 24  | Верхний Березовец             | село         | 82                                                                                         |
| 25  | Верховье                      | село         | 32                                                                                         |
| 26  | Власьево                      | деревня      | 49                                                                                         |
| 27  | Волково                       | деревня      | 3                                                                                          |
| 28  | Волково                       | деревня      | 2                                                                                          |
| 29  | Волосомойново                 | деревня      | 0                                                                                          |
| 30  | Вонышево                      | деревня      | 106                                                                                        |
| 31  | Высоковский                   | посёлок      | 203                                                                                        |
| 32  | Гаврилово                     | деревня      | 6                                                                                          |
| 33  | Галеево                       | деревня      | 0                                                                                          |
| 34  | Галибино                      | деревня      | 13                                                                                         |
| 35  | Германов Починок              | деревня      | 6                                                                                          |
| 36  | Гнездниково                   | село         | 333                                                                                        |
| 37  | Горбачево                     | деревня      | 140                                                                                        |
| 38  | Горбово                       | деревня      | 0                                                                                          |
| 39  | Горка                         | деревня      | 10                                                                                         |
| 40  | Грибаново                     | деревня      | 0                                                                                          |
| 41  | Гридино                       | деревня      | 0                                                                                          |
| 42  | Груньково                     | деревня      | 2                                                                                          |
| 43  | Дворяниново                   | деревня      | Получено слишком много сущностей из Викиданные. Количество загруженных сущностей: 500/500. |
| 44  | Денисово                      | деревня      | Получено слишком много сущностей из Викиданные. Количество загруженных сущностей: 500/500. |
| 45  | Детского Дома им В. И. Ленина | посёлок      | Получено слишком много сущностей из Викиданные. Количество загруженных сущностей: 500/500. |
| 46  | Дорок                         | деревня      | Получено слишком много сущностей из Викиданные. Количество загруженных сущностей: 500/500. |
| 47  | Дьяково                       | деревня      | Получено слишком много сущностей из Викиданные. Количество загруженных сущностей: 500/500. |
| 48  | Дятлово                       | деревня      | Получено слишком много сущностей из Викиданные. Количество загруженных сущностей: 500/500. |
| 49  | Екимцево                      | деревня      | Получено слишком много сущностей из Викиданные. Количество загруженных сущностей: 500/500. |
| 50  | Ерюгино                       | деревня      | Получено слишком много сущностей из Викиданные. Количество загруженных сущностей: 500/500. |
| 51  | Ескино                        | деревня      | Получено слишком много сущностей из Викиданные. Количество загруженных сущностей: 500/500. |
| 52  | Жилино                        | село         | Получено слишком много сущностей из Викиданные. Количество загруженных сущностей: 500/500. |
| 53  | Захарино                      | деревня      | Получено слишком много сущностей из Викиданные. Количество загруженных сущностей: 500/500. |
| 54  | Зашугомье                     | село         | Получено слишком много сущностей из Викиданные. Количество загруженных сущностей: 500/500. |
| 55  | Заяцкое                       | деревня      | Получено слишком много сущностей из Викиданные. Количество загруженных сущностей: 500/500. |
| 56  | Ивашево                       | деревня      | Получено слишком много сущностей из Викиданные. Количество загруженных сущностей: 500/500. |
| 57  | Игнатово                      | деревня      | Получено слишком много сущностей из Викиданные. Количество загруженных сущностей: 500/500. |
| 58  | Илейкино                      | деревня      | Получено слишком много сущностей из Викиданные. Количество загруженных сущностей: 500/500. |
| 59  | Ильинское                     | деревня      | Получено слишком много сущностей из Викиданные. Количество загруженных сущностей: 500/500. |
| 60  | Каликино                      | деревня      | Получено слишком много сущностей из Викиданные. Количество загруженных сущностей: 500/500. |
| 61  | Калинино                      | деревня      | Получено слишком много сущностей из Викиданные. Количество загруженных сущностей: 500/500. |
| 62  | Карачуново                    | деревня      | Получено слишком много сущностей из Викиданные. Количество загруженных сущностей: 500/500. |
| 63  | Карпово                       | деревня      | Получено слишком много сущностей из Викиданные. Количество загруженных сущностей: 500/500. |
| 64  | Кашино                        | деревня      | Получено слишком много сущностей из Викиданные. Количество загруженных сущностей: 500/500. |
| 65  | Киселево                      | деревня      | Получено слишком много сущностей из Викиданные. Количество загруженных сущностей: 500/500. |
| 66  | Клепиково                     | деревня      | Получено слишком много сущностей из Викиданные. Количество загруженных сущностей: 500/500. |
| 67  | Княжево                       | деревня      | Получено слишком много сущностей из Викиданные. Количество загруженных сущностей: 500/500. |
| 68  | Кожухово                      | деревня      | Получено слишком много сущностей из Викиданные. Количество загруженных сущностей: 500/500. |
| 69  | Колесниково                   | деревня      | Получено слишком много сущностей из Викиданные. Количество загруженных сущностей: 500/500. |
| 70  | Колопатино                    | деревня      | Получено слишком много сущностей из Викиданные. Количество загруженных сущностей: 500/500. |
| 71  | Колосово                      | деревня      | Получено слишком много сущностей из Викиданные. Количество загруженных сущностей: 500/500. |
| 72  | Колотыгино                    | деревня      | Получено слишком много сущностей из Викиданные. Количество загруженных сущностей: 500/500. |
| 73  | Конковка                      | деревня      | Получено слишком много сущностей из Викиданные. Количество загруженных сущностей: 500/500. |
| 74  | Копосово                      | деревня      | Получено слишком много сущностей из Викиданные. Количество загруженных сущностей: 500/500. |
| 75  | Коровново                     | деревня      | Получено слишком много сущностей из Викиданные. Количество загруженных сущностей: 500/500. |
| 76  | Коротково                     | деревня      | Получено слишком много сущностей из Викиданные. Количество загруженных сущностей: 500/500. |
| 77  | Корцово                       | село         | Получено слишком много сущностей из Викиданные. Количество загруженных сущностей: 500/500. |
| 78  | Костино                       | деревня      | Получено слишком много сущностей из Викиданные. Количество загруженных сущностей: 500/500. |
| 79  | Костюрино                     | деревня      | Получено слишком много сущностей из Викиданные. Количество загруженных сущностей: 500/500. |
| 80  | Кравцово                      | деревня      | Получено слишком много сущностей из Викиданные. Количество загруженных сущностей: 500/500. |
| 81  | Красниково                    | деревня      | Получено слишком много сущностей из Викиданные. Количество загруженных сущностей: 500/500. |
| 82  | Круглово                      | деревня      | Получено слишком много сущностей из Викиданные. Количество загруженных сущностей: 500/500. |
| 83  | Куземино                      | деревня      | Получено слишком много сущностей из Викиданные. Количество загруженных сущностей: 500/500. |
| 84  | Кузовлево                     | деревня      | Получено слишком много сущностей из Викиданные. Количество загруженных сущностей: 500/500. |
| 85  | Ламса                         | посёлок      | Получено слишком много сущностей из Викиданные. Количество загруженных сущностей: 500/500. |
| 86  | Левашево                      | деревня      | Получено слишком много сущностей из Викиданные. Количество загруженных сущностей: 500/500. |
| 87  | Легитово                      | деревня      | Получено слишком много сущностей из Викиданные. Количество загруженных сущностей: 500/500. |
| 88  | Лепихино                      | деревня      | Получено слишком много сущностей из Викиданные. Количество загруженных сущностей: 500/500. |
| 89  | Лесниково                     | деревня      | Получено слишком много сущностей из Викиданные. Количество загруженных сущностей: 500/500. |
| 90  | Лихотинка                     | деревня      | Получено слишком много сущностей из Викиданные. Количество загруженных сущностей: 500/500. |
| 91  | Лосево                        | село         | Получено слишком много сущностей из Викиданные. Количество загруженных сущностей: 500/500. |
| 92  | Лукино                        | деревня      | Получено слишком много сущностей из Викиданные. Количество загруженных сущностей: 500/500. |
| 93  | Лукино-Холм                   | деревня      | Получено слишком много сущностей из Викиданные. Количество загруженных сущностей: 500/500. |
| 94  | Льнозавода                    | посёлок      | Получено слишком много сущностей из Викиданные. Количество загруженных сущностей: 500/500. |
| 95  | Макарово                      | деревня      | Получено слишком много сущностей из Викиданные. Количество загруженных сущностей: 500/500. |
| 96  | Макарово                      | деревня      | Получено слишком много сущностей из Викиданные. Количество загруженных сущностей: 500/500. |
| 97  | Макарово                      | деревня      | Получено слишком много сущностей из Викиданные. Количество загруженных сущностей: 500/500. |
| 98  | Малое Токарево                | деревня      | Получено слишком много сущностей из Викиданные. Количество загруженных сущностей: 500/500. |
| 99  | Марково                       | деревня      | Получено слишком много сущностей из Викиданные. Количество загруженных сущностей: 500/500. |
| 100 | Мартыново                     | деревня      | Получено слишком много сущностей из Викиданные. Количество загруженных сущностей: 500/500. |
| 101 | Матрёнкино                    | деревня      | Получено слишком много сущностей из Викиданные. Количество загруженных сущностей: 500/500. |
| 102 | Медвежье                      | деревня      | Получено слишком много сущностей из Викиданные. Количество загруженных сущностей: 500/500. |
| 103 | Меледино                      | деревня      | Получено слишком много сущностей из Викиданные. Количество загруженных сущностей: 500/500. |
| 104 | Милитино                      | деревня      | Получено слишком много сущностей из Викиданные. Количество загруженных сущностей: 500/500. |
| 105 | Митянино                      | деревня      | Получено слишком много сущностей из Викиданные. Количество загруженных сущностей: 500/500. |
| 106 | Митянино                      | деревня      | Получено слишком много сущностей из Викиданные. Количество загруженных сущностей: 500/500. |
| 107 | Мотовилово                    | деревня      | Получено слишком много сущностей из Викиданные. Количество загруженных сущностей: 500/500. |
| 108 | Мошниково                     | деревня      | Получено слишком много сущностей из Викиданные. Количество загруженных сущностей: 500/500. |
| 109 | Нероново                      | деревня      | Получено слишком много сущностей из Викиданные. Количество загруженных сущностей: 500/500. |
| 110 | Нетёсово                      | деревня      | Получено слишком много сущностей из Викиданные. Количество загруженных сущностей: 500/500. |
| 111 | Новое Самылово                | деревня      | Получено слишком много сущностей из Викиданные. Количество загруженных сущностей: 500/500. |
| 112 | Носково                       | деревня      | Получено слишком много сущностей из Викиданные. Количество загруженных сущностей: 500/500. |
| 113 | Носково                       | деревня      | Получено слишком много сущностей из Викиданные. Количество загруженных сущностей: 500/500. |
| 114 | Оглоблино                     | деревня      | Получено слишком много сущностей из Викиданные. Количество загруженных сущностей: 500/500. |
| 115 | Одноушево                     | деревня      | Получено слишком много сущностей из Викиданные. Количество загруженных сущностей: 500/500. |
| 116 | Омелино                       | деревня      | Получено слишком много сущностей из Викиданные. Количество загруженных сущностей: 500/500. |
| 117 | Острецово                     | деревня      | Получено слишком много сущностей из Викиданные. Количество загруженных сущностей: 500/500. |
| 118 | Пегуза                        | деревня      | Получено слишком много сущностей из Викиданные. Количество загруженных сущностей: 500/500. |
| 119 | Першино                       | деревня      | Получено слишком много сущностей из Викиданные. Количество загруженных сущностей: 500/500. |
| 120 | Песлиново                     | деревня      | Получено слишком много сущностей из Викиданные. Количество загруженных сущностей: 500/500. |
| 121 | Петриково                     | деревня      | Получено слишком много сущностей из Викиданные. Количество загруженных сущностей: 500/500. |
| 122 | Петрово                       | деревня      | Получено слишком много сущностей из Викиданные. Количество загруженных сущностей: 500/500. |
| 123 | Петрово                       | деревня      | Получено слишком много сущностей из Викиданные. Количество загруженных сущностей: 500/500. |
| 124 | Петряево                      | деревня      | Получено слишком много сущностей из Викиданные. Количество загруженных сущностей: 500/500. |
| 125 | Плосково                      | деревня      | Получено слишком много сущностей из Викиданные. Количество загруженных сущностей: 500/500. |
| 126 | Погорелово                    | деревня      | Получено слишком много сущностей из Викиданные. Количество загруженных сущностей: 500/500. |
| 127 | Подокша                       | хутор        | Получено слишком много сущностей из Викиданные. Количество загруженных сущностей: 500/500. |
| 128 | Попово                        | деревня      | Получено слишком много сущностей из Викиданные. Количество загруженных сущностей: 500/500. |
| 129 | Починок                       | деревня      | Получено слишком много сущностей из Викиданные. Количество загруженных сущностей: 500/500. |
| 130 | Преснухино                    | деревня      | Получено слишком много сущностей из Викиданные. Количество загруженных сущностей: 500/500. |
| 131 | Прокино                       | деревня      | Получено слишком много сущностей из Викиданные. Количество загруженных сущностей: 500/500. |
| 132 | Прокошево                     | деревня      | Получено слишком много сущностей из Викиданные. Количество загруженных сущностей: 500/500. |
| 133 | Ражково                       | деревня      | Получено слишком много сущностей из Викиданные. Количество загруженных сущностей: 500/500. |
| 134 | Разгоняй                      | деревня      | Получено слишком много сущностей из Викиданные. Количество загруженных сущностей: 500/500. |
| 135 | Разливное                     | деревня      | Получено слишком много сущностей из Викиданные. Количество загруженных сущностей: 500/500. |
| 136 | Родионцево                    | деревня      | Получено слишком много сущностей из Викиданные. Количество загруженных сущностей: 500/500. |
| 137 | Селезенево                    | деревня      | Получено слишком много сущностей из Викиданные. Количество загруженных сущностей: 500/500. |
| 138 | Сергеево                      | деревня      | Получено слишком много сущностей из Викиданные. Количество загруженных сущностей: 500/500. |
| 139 | Середнево                     | деревня      | Получено слишком много сущностей из Викиданные. Количество загруженных сущностей: 500/500. |
| 140 | Симоново                      | деревня      | Получено слишком много сущностей из Викиданные. Количество загруженных сущностей: 500/500. |
| 141 | Слободское                    | деревня      | Получено слишком много сущностей из Викиданные. Количество загруженных сущностей: 500/500. |
| 142 | Смородниково                  | деревня      | Получено слишком много сущностей из Викиданные. Количество загруженных сущностей: 500/500. |
| 143 | Соболево                      | деревня      | Получено слишком много сущностей из Викиданные. Количество загруженных сущностей: 500/500. |
| 144 | Соколово                      | деревня      | Получено слишком много сущностей из Викиданные. Количество загруженных сущностей: 500/500. |
| 145 | Солда                         | деревня      | Получено слишком много сущностей из Викиданные. Количество загруженных сущностей: 500/500. |
| 146 | Солигалич                     | город        | Получено слишком много сущностей из Викиданные. Количество загруженных сущностей: 500/500. |
| 147 | Солигалич                     | ж.д. станция | Получено слишком много сущностей из Викиданные. Количество загруженных сущностей: 500/500. |
| 148 | Соловьёво                     | деревня      | Получено слишком много сущностей из Викиданные. Количество загруженных сущностей: 500/500. |
| 149 | Сосновая                      | деревня      | Получено слишком много сущностей из Викиданные. Количество загруженных сущностей: 500/500. |
| 150 | Спицино                       | деревня      | Получено слишком много сущностей из Викиданные. Количество загруженных сущностей: 500/500. |
| 151 | Старое Самылово               | деревня      | Получено слишком много сущностей из Викиданные. Количество загруженных сущностей: 500/500. |
| 152 | Стафурово                     | деревня      | Получено слишком много сущностей из Викиданные. Количество загруженных сущностей: 500/500. |
| 153 | Степаньково                   | деревня      | Получено слишком много сущностей из Викиданные. Количество загруженных сущностей: 500/500. |
| 154 | Стрелица                      | деревня      | Получено слишком много сущностей из Викиданные. Количество загруженных сущностей: 500/500. |
| 155 | Тарасово                      | деревня      | Получено слишком много сущностей из Викиданные. Количество загруженных сущностей: 500/500. |
| 156 | Твердислево                   | деревня      | Получено слишком много сущностей из Викиданные. Количество загруженных сущностей: 500/500. |
| 157 | Терентьево                    | деревня      | Получено слишком много сущностей из Викиданные. Количество загруженных сущностей: 500/500. |
| 158 | Тресково                      | деревня      | Получено слишком много сущностей из Викиданные. Количество загруженных сущностей: 500/500. |
| 159 | Трофимово                     | деревня      | Получено слишком много сущностей из Викиданные. Количество загруженных сущностей: 500/500. |
| 160 | Трофимово                     | деревня      | Получено слишком много сущностей из Викиданные. Количество загруженных сущностей: 500/500. |
| 161 | Туровка                       | деревня      | Получено слишком много сущностей из Викиданные. Количество загруженных сущностей: 500/500. |
| 162 | Тыково                        | деревня      | Получено слишком много сущностей из Викиданные. Количество загруженных сущностей: 500/500. |
| 163 | Усадьба-Ратьково              | посёлок      | Получено слишком много сущностей из Викиданные. Количество загруженных сущностей: 500/500. |
| 164 | Уткино                        | деревня      | Получено слишком много сущностей из Викиданные. Количество загруженных сущностей: 500/500. |
| 165 | Фадеево                       | деревня      | Получено слишком много сущностей из Викиданные. Количество загруженных сущностей: 500/500. |
| 166 | Фаладино                      | деревня      | Получено слишком много сущностей из Викиданные. Количество загруженных сущностей: 500/500. |
| 167 | Федьково                      | деревня      | Получено слишком много сущностей из Викиданные. Количество загруженных сущностей: 500/500. |
| 168 | Фролово                       | деревня      | Получено слишком много сущностей из Викиданные. Количество загруженных сущностей: 500/500. |
| 169 | Харитонов Починок             | деревня      | Получено слишком много сущностей из Викиданные. Количество загруженных сущностей: 500/500. |
| 170 | Хвощёво                       | деревня      | Получено слишком много сущностей из Викиданные. Количество загруженных сущностей: 500/500. |
| 171 | Холопово                      | деревня      | Получено слишком много сущностей из Викиданные. Количество загруженных сущностей: 500/500. |
| 172 | Хорошево                      | деревня      | Получено слишком много сущностей из Викиданные. Количество загруженных сущностей: 500/500. |
| 173 | Царёво                        | деревня      | Получено слишком много сущностей из Викиданные. Количество загруженных сущностей: 500/500. |
| 174 | Ченцово                       | деревня      | Получено слишком много сущностей из Викиданные. Количество загруженных сущностей: 500/500. |
| 175 | Чепасово                      | деревня      | Получено слишком много сущностей из Викиданные. Количество загруженных сущностей: 500/500. |
| 176 | Четряково                     | деревня      | Получено слишком много сущностей из Викиданные. Количество загруженных сущностей: 500/500. |
| 177 | Шиханово                      | деревня      | Получено слишком много сущностей из Викиданные. Количество загруженных сущностей: 500/500. |
| 178 | Шумовка                       | кордон       | Получено слишком много сущностей из Викиданные. Количество загруженных сущностей: 500/500. |
| 179 | Шунино                        | деревня      | Получено слишком много сущностей из Викиданные. Количество загруженных сущностей: 500/500. |
| 180 | Юксино                        | деревня      | Получено слишком много сущностей из Викиданные. Количество загруженных сущностей: 500/500. |
| 181 | Ягодино                       | деревня      | Получено слишком много сущностей из Викиданные. Количество загруженных сущностей: 500/500. |
| 182 | Яйцово                        | деревня      | Получено слишком много сущностей из Викиданные. Количество загруженных сущностей: 500/500. |
| 183 | Яковлево                      | деревня      | Получено слишком много сущностей из Викиданные. Количество загруженных сущностей: 500/500. |

## Судиславский
| №   | Населённый пункт  | Тип          | Население                                                                                  |
| --- | ----------------- | ------------ | ------------------------------------------------------------------------------------------ |
| 1   | Александрово      | село         | Получено слишком много сущностей из Викиданные. Количество загруженных сущностей: 500/500. |
| 2   | Андреевка         | деревня      | Получено слишком много сущностей из Викиданные. Количество загруженных сущностей: 500/500. |
| 3   | Аниково           | деревня      | Получено слишком много сущностей из Викиданные. Количество загруженных сущностей: 500/500. |
| 4   | Анисимово         | деревня      | Получено слишком много сущностей из Викиданные. Количество загруженных сущностей: 500/500. |
| 5   | Антипино          | деревня      | Получено слишком много сущностей из Викиданные. Количество загруженных сущностей: 500/500. |
| 6   | Асаново           | деревня      | Получено слишком много сущностей из Викиданные. Количество загруженных сущностей: 500/500. |
| 7   | Баран             | село         | Получено слишком много сущностей из Викиданные. Количество загруженных сущностей: 500/500. |
| 8   | Баташово          | деревня      | Получено слишком много сущностей из Викиданные. Количество загруженных сущностей: 500/500. |
| 9   | Бедрино           | деревня      | Получено слишком много сущностей из Викиданные. Количество загруженных сущностей: 500/500. |
| 10  | Белая Река        | деревня      | Получено слишком много сущностей из Викиданные. Количество загруженных сущностей: 500/500. |
| 11  | Белобородово      | деревня      | Получено слишком много сущностей из Викиданные. Количество загруженных сущностей: 500/500. |
| 12  | Берёзовая Роща    | посёлок      | Получено слишком много сущностей из Викиданные. Количество загруженных сущностей: 500/500. |
| 13  | Берендеевы Поляны | деревня      | Получено слишком много сущностей из Викиданные. Количество загруженных сущностей: 500/500. |
| 14  | Болотово          | деревня      | Получено слишком много сущностей из Викиданные. Количество загруженных сущностей: 500/500. |
| 15  | Большие Жары      | деревня      | Получено слишком много сущностей из Викиданные. Количество загруженных сущностей: 500/500. |
| 16  | Борок             | деревня      | Получено слишком много сущностей из Викиданные. Количество загруженных сущностей: 500/500. |
| 17  | Бортниково        | деревня      | Получено слишком много сущностей из Викиданные. Количество загруженных сущностей: 500/500. |
| 18  | Буртасово         | деревня      | Получено слишком много сущностей из Викиданные. Количество загруженных сущностей: 500/500. |
| 19  | Бярьково          | деревня      | Получено слишком много сущностей из Викиданные. Количество загруженных сущностей: 500/500. |
| 20  | Вандышево         | деревня      | Получено слишком много сущностей из Викиданные. Количество загруженных сущностей: 500/500. |
| 21  | Володино          | деревня      | Получено слишком много сущностей из Викиданные. Количество загруженных сущностей: 500/500. |
| 22  | Воркуновка        | деревня      | Получено слишком много сущностей из Викиданные. Количество загруженных сущностей: 500/500. |
| 23  | Воробьево         | деревня      | Получено слишком много сущностей из Викиданные. Количество загруженных сущностей: 500/500. |
| 24  | Воронье           | село         | Получено слишком много сущностей из Викиданные. Количество загруженных сущностей: 500/500. |
| 25  | Воротимово        | деревня      | Получено слишком много сущностей из Викиданные. Количество загруженных сущностей: 500/500. |
| 26  | Гаврилово         | деревня      | Получено слишком много сущностей из Викиданные. Количество загруженных сущностей: 500/500. |
| 27  | Галкино           | деревня      | Получено слишком много сущностей из Викиданные. Количество загруженных сущностей: 500/500. |
| 28  | Глебово           | деревня      | Получено слишком много сущностей из Викиданные. Количество загруженных сущностей: 500/500. |
| 29  | Глебово           | посёлок      | Получено слишком много сущностей из Викиданные. Количество загруженных сущностей: 500/500. |
| 30  | Горюшки           | деревня      | Получено слишком много сущностей из Викиданные. Количество загруженных сущностей: 500/500. |
| 31  | Готовка           | деревня      | Получено слишком много сущностей из Викиданные. Количество загруженных сущностей: 500/500. |
| 32  | Грудки            | деревня      | Получено слишком много сущностей из Викиданные. Количество загруженных сущностей: 500/500. |
| 33  | Гусево            | деревня      | Получено слишком много сущностей из Викиданные. Количество загруженных сущностей: 500/500. |
| 34  | Данилково         | деревня      | Получено слишком много сущностей из Викиданные. Количество загруженных сущностей: 500/500. |
| 35  | Дворище           | деревня      | Получено слишком много сущностей из Викиданные. Количество загруженных сущностей: 500/500. |
| 36  | Дениславка        | деревня      | Получено слишком много сущностей из Викиданные. Количество загруженных сущностей: 500/500. |
| 37  | Деснево           | деревня      | Получено слишком много сущностей из Викиданные. Количество загруженных сущностей: 500/500. |
| 38  | Дичево            | деревня      | Получено слишком много сущностей из Викиданные. Количество загруженных сущностей: 500/500. |
| 39  | Долматово         | деревня      | Получено слишком много сущностей из Викиданные. Количество загруженных сущностей: 500/500. |
| 40  | Доманово          | деревня      | Получено слишком много сущностей из Викиданные. Количество загруженных сущностей: 500/500. |
| 41  | Дружба            | посёлок      | Получено слишком много сущностей из Викиданные. Количество загруженных сущностей: 500/500. |
| 42  | Дудкино           | деревня      | Получено слишком много сущностей из Викиданные. Количество загруженных сущностей: 500/500. |
| 43  | Дудкино           | деревня      | Получено слишком много сущностей из Викиданные. Количество загруженных сущностей: 500/500. |
| 44  | Жарки             | деревня      | Получено слишком много сущностей из Викиданные. Количество загруженных сущностей: 500/500. |
| 45  | Жвалово           | деревня      | Получено слишком много сущностей из Викиданные. Количество загруженных сущностей: 500/500. |
| 46  | Жиравлево         | деревня      | Получено слишком много сущностей из Викиданные. Количество загруженных сущностей: 500/500. |
| 47  | Жирятино          | деревня      | Получено слишком много сущностей из Викиданные. Количество загруженных сущностей: 500/500. |
| 48  | Жихарица          | деревня      | Получено слишком много сущностей из Викиданные. Количество загруженных сущностей: 500/500. |
| 49  | Жолобово          | деревня      | Получено слишком много сущностей из Викиданные. Количество загруженных сущностей: 500/500. |
| 50  | Завражье          | деревня      | Получено слишком много сущностей из Викиданные. Количество загруженных сущностей: 500/500. |
| 51  | Задорожье         | деревня      | Получено слишком много сущностей из Викиданные. Количество загруженных сущностей: 500/500. |
| 52  | Зады              | деревня      | Получено слишком много сущностей из Викиданные. Количество загруженных сущностей: 500/500. |
| 53  | Залужье           | село         | Получено слишком много сущностей из Викиданные. Количество загруженных сущностей: 500/500. |
| 54  | Замерье           | деревня      | Получено слишком много сущностей из Викиданные. Количество загруженных сущностей: 500/500. |
| 55  | Западный          | посёлок      | Получено слишком много сущностей из Викиданные. Количество загруженных сущностей: 500/500. |
| 56  | Звягино           | деревня      | Получено слишком много сущностей из Викиданные. Количество загруженных сущностей: 500/500. |
| 57  | Иванково          | деревня      | Получено слишком много сущностей из Викиданные. Количество загруженных сущностей: 500/500. |
| 58  | Игнатьево         | деревня      | Получено слишком много сущностей из Викиданные. Количество загруженных сущностей: 500/500. |
| 59  | Игумново          | деревня      | Получено слишком много сущностей из Викиданные. Количество загруженных сущностей: 500/500. |
| 60  | Ильинское         | деревня      | Получено слишком много сущностей из Викиданные. Количество загруженных сущностей: 500/500. |
| 61  | Исаево            | деревня      | Получено слишком много сущностей из Викиданные. Количество загруженных сущностей: 500/500. |
| 62  | Калинки           | деревня      | Получено слишком много сущностей из Викиданные. Количество загруженных сущностей: 500/500. |
| 63  | Климитино         | деревня      | Получено слишком много сущностей из Викиданные. Количество загруженных сущностей: 500/500. |
| 64  | Климцево          | деревня      | Получено слишком много сущностей из Викиданные. Количество загруженных сущностей: 500/500. |
| 65  | Климцево          | деревня      | Получено слишком много сущностей из Викиданные. Количество загруженных сущностей: 500/500. |
| 66  | Княжево           | деревня      | Получено слишком много сущностей из Викиданные. Количество загруженных сущностей: 500/500. |
| 67  | Кобякино          | деревня      | Получено слишком много сущностей из Викиданные. Количество загруженных сущностей: 500/500. |
| 68  | Коеваново         | деревня      | Получено слишком много сущностей из Викиданные. Количество загруженных сущностей: 500/500. |
| 69  | Кокуево           | деревня      | Получено слишком много сущностей из Викиданные. Количество загруженных сущностей: 500/500. |
| 70  | Кондратово        | деревня      | Получено слишком много сущностей из Викиданные. Количество загруженных сущностей: 500/500. |
| 71  | Коноплюха         | деревня      | Получено слишком много сущностей из Викиданные. Количество загруженных сущностей: 500/500. |
| 72  | Конюхово          | деревня      | Получено слишком много сущностей из Викиданные. Количество загруженных сущностей: 500/500. |
| 73  | Копейница         | деревня      | Получено слишком много сущностей из Викиданные. Количество загруженных сущностей: 500/500. |
| 74  | Копорье           | деревня      | Получено слишком много сущностей из Викиданные. Количество загруженных сущностей: 500/500. |
| 75  | Копыловка         | деревня      | Получено слишком много сущностей из Викиданные. Количество загруженных сущностей: 500/500. |
| 76  | Копылово          | деревня      | Получено слишком много сущностей из Викиданные. Количество загруженных сущностей: 500/500. |
| 77  | Корба             | ж.д. станция | Получено слишком много сущностей из Викиданные. Количество загруженных сущностей: 500/500. |
| 78  | Корцово           | деревня      | Получено слишком много сущностей из Викиданные. Количество загруженных сущностей: 500/500. |
| 79  | Косково           | деревня      | Получено слишком много сущностей из Викиданные. Количество загруженных сущностей: 500/500. |
| 80  | Красниково        | деревня      | Получено слишком много сущностей из Викиданные. Количество загруженных сущностей: 500/500. |
| 81  | Криовское         | деревня      | Получено слишком много сущностей из Викиданные. Количество загруженных сущностей: 500/500. |
| 82  | Кузьмино          | деревня      | Получено слишком много сущностей из Викиданные. Количество загруженных сущностей: 500/500. |
| 83  | Кузяево           | деревня      | Получено слишком много сущностей из Викиданные. Количество загруженных сущностей: 500/500. |
| 84  | Куломзино         | деревня      | Получено слишком много сущностей из Викиданные. Количество загруженных сущностей: 500/500. |
| 85  | Кулькино          | деревня      | Получено слишком много сущностей из Викиданные. Количество загруженных сущностей: 500/500. |
| 86  | Лазарево          | деревня      | Получено слишком много сущностей из Викиданные. Количество загруженных сущностей: 500/500. |
| 87  | Лебедево          | деревня      | Получено слишком много сущностей из Викиданные. Количество загруженных сущностей: 500/500. |
| 88  | Левино            | деревня      | Получено слишком много сущностей из Викиданные. Количество загруженных сущностей: 500/500. |
| 89  | Левино            | деревня      | Получено слишком много сущностей из Викиданные. Количество загруженных сущностей: 500/500. |
| 90  | Леонтьево         | деревня      | Получено слишком много сущностей из Викиданные. Количество загруженных сущностей: 500/500. |
| 91  | Лесной            | посёлок      | Получено слишком много сущностей из Викиданные. Количество загруженных сущностей: 500/500. |
| 92  | Литвиново         | деревня      | Получено слишком много сущностей из Викиданные. Количество загруженных сущностей: 500/500. |
| 93  | Лиханово          | деревня      | Получено слишком много сущностей из Викиданные. Количество загруженных сущностей: 500/500. |
| 94  | Лом               | деревня      | Получено слишком много сущностей из Викиданные. Количество загруженных сущностей: 500/500. |
| 95  | Лукино            | деревня      | Получено слишком много сущностей из Викиданные. Количество загруженных сущностей: 500/500. |
| 96  | Лукино            | деревня      | Получено слишком много сущностей из Викиданные. Количество загруженных сущностей: 500/500. |
| 97  | Магово            | деревня      | Получено слишком много сущностей из Викиданные. Количество загруженных сущностей: 500/500. |
| 98  | Малиновка         | деревня      | Получено слишком много сущностей из Викиданные. Количество загруженных сущностей: 500/500. |
| 99  | Малые Жары        | деревня      | Получено слишком много сущностей из Викиданные. Количество загруженных сущностей: 500/500. |
| 100 | Мартемьяново      | деревня      | Получено слишком много сущностей из Викиданные. Количество загруженных сущностей: 500/500. |
| 101 | Меза              | ж.д. станция | Получено слишком много сущностей из Викиданные. Количество загруженных сущностей: 500/500. |
| 102 | Меза              | деревня      | Получено слишком много сущностей из Викиданные. Количество загруженных сущностей: 500/500. |
| 103 | Мирный            | посёлок      | Получено слишком много сущностей из Викиданные. Количество загруженных сущностей: 500/500. |
| 104 | Митюшино          | деревня      | Получено слишком много сущностей из Викиданные. Количество загруженных сущностей: 500/500. |
| 105 | Михайловское      | деревня      | Получено слишком много сущностей из Викиданные. Количество загруженных сущностей: 500/500. |
| 106 | Михали            | деревня      | Получено слишком много сущностей из Викиданные. Количество загруженных сущностей: 500/500. |
| 107 | Мостище           | деревня      | Получено слишком много сущностей из Викиданные. Количество загруженных сущностей: 500/500. |
| 108 | Новино            | деревня      | Получено слишком много сущностей из Викиданные. Количество загруженных сущностей: 500/500. |
| 109 | Охапкино          | деревня      | Получено слишком много сущностей из Викиданные. Количество загруженных сущностей: 500/500. |
| 110 | Охотино           | деревня      | Получено слишком много сущностей из Викиданные. Количество загруженных сущностей: 500/500. |
| 111 | Охотино           | деревня      | Получено слишком много сущностей из Викиданные. Количество загруженных сущностей: 500/500. |
| 112 | Ошурки            | деревня      | Получено слишком много сущностей из Викиданные. Количество загруженных сущностей: 500/500. |
| 113 | Первушино         | деревня      | Получено слишком много сущностей из Викиданные. Количество загруженных сущностей: 500/500. |
| 114 | Первушино         | ж.д. станция | Получено слишком много сущностей из Викиданные. Количество загруженных сущностей: 500/500. |
| 115 | Первушино         | посёлок      | Получено слишком много сущностей из Викиданные. Количество загруженных сущностей: 500/500. |
| 116 | Песково           | деревня      | Получено слишком много сущностей из Викиданные. Количество загруженных сущностей: 500/500. |
| 117 | Петрово           | деревня      | Получено слишком много сущностей из Викиданные. Количество загруженных сущностей: 500/500. |
| 118 | Петряево          | деревня      | Получено слишком много сущностей из Викиданные. Количество загруженных сущностей: 500/500. |
| 119 | Погорелки         | деревня      | Получено слишком много сущностей из Викиданные. Количество загруженных сущностей: 500/500. |
| 120 | Подольново        | деревня      | Получено слишком много сущностей из Викиданные. Количество загруженных сущностей: 500/500. |
| 121 | Покотское         | деревня      | Получено слишком много сущностей из Викиданные. Количество загруженных сущностей: 500/500. |
| 122 | Поляны            | деревня      | Получено слишком много сущностей из Викиданные. Количество загруженных сущностей: 500/500. |
| 123 | Попадьино         | деревня      | Получено слишком много сущностей из Викиданные. Количество загруженных сущностей: 500/500. |
| 124 | Поповское         | деревня      | Получено слишком много сущностей из Викиданные. Количество загруженных сущностей: 500/500. |
| 125 | Починок-Троицкий  | деревня      | Получено слишком много сущностей из Викиданные. Количество загруженных сущностей: 500/500. |
| 126 | Путоргино         | деревня      | Получено слишком много сущностей из Викиданные. Количество загруженных сущностей: 500/500. |
| 127 | Пчелкино          | деревня      | Получено слишком много сущностей из Викиданные. Количество загруженных сущностей: 500/500. |
| 128 | Раково            | деревня      | Получено слишком много сущностей из Викиданные. Количество загруженных сущностей: 500/500. |
| 129 | Раслово           | посёлок      | Получено слишком много сущностей из Викиданные. Количество загруженных сущностей: 500/500. |
| 130 | Ратилово          | деревня      | Получено слишком много сущностей из Викиданные. Количество загруженных сущностей: 500/500. |
| 131 | Романово          | деревня      | Получено слишком много сущностей из Викиданные. Количество загруженных сущностей: 500/500. |
| 132 | Рудино            | деревня      | Получено слишком много сущностей из Викиданные. Количество загруженных сущностей: 500/500. |
| 133 | Савино            | хутор        | Получено слишком много сущностей из Викиданные. Количество загруженных сущностей: 500/500. |
| 134 | Савинское         | деревня      | Получено слишком много сущностей из Викиданные. Количество загруженных сущностей: 500/500. |
| 135 | Свозово           | деревня      | Получено слишком много сущностей из Викиданные. Количество загруженных сущностей: 500/500. |
| 136 | Сельцо            | деревня      | Получено слишком много сущностей из Викиданные. Количество загруженных сущностей: 500/500. |
| 137 | Семёновское       | деревня      | Получено слишком много сущностей из Викиданные. Количество загруженных сущностей: 500/500. |
| 138 | Семилово          | деревня      | Получено слишком много сущностей из Викиданные. Количество загруженных сущностей: 500/500. |
| 139 | Семино            | деревня      | Получено слишком много сущностей из Викиданные. Количество загруженных сущностей: 500/500. |
| 140 | Сколепово         | деревня      | Получено слишком много сущностей из Викиданные. Количество загруженных сущностей: 500/500. |
| 141 | Скоморохово       | деревня      | Получено слишком много сущностей из Викиданные. Количество загруженных сущностей: 500/500. |
| 142 | Славново          | деревня      | Получено слишком много сущностей из Викиданные. Количество загруженных сущностей: 500/500. |
| 143 | Следово           | деревня      | Получено слишком много сущностей из Викиданные. Количество загруженных сущностей: 500/500. |
| 144 | Слободка          | деревня      | Получено слишком много сущностей из Викиданные. Количество загруженных сущностей: 500/500. |
| 145 | Сорож             | деревня      | Получено слишком много сущностей из Викиданные. Количество загруженных сущностей: 500/500. |
| 146 | Сосновик          | деревня      | Получено слишком много сущностей из Викиданные. Количество загруженных сущностей: 500/500. |
| 147 | Спас-Верховье     | село         | Получено слишком много сущностей из Викиданные. Количество загруженных сущностей: 500/500. |
| 148 | Спасское          | деревня      | Получено слишком много сущностей из Викиданные. Количество загруженных сущностей: 500/500. |
| 149 | Столбово          | посёлок      | Получено слишком много сущностей из Викиданные. Количество загруженных сущностей: 500/500. |
| 150 | Суворово          | деревня      | Получено слишком много сущностей из Викиданные. Количество загруженных сущностей: 500/500. |
| 151 | Судиславль        | пгт          | Получено слишком много сущностей из Викиданные. Количество загруженных сущностей: 500/500. |
| 152 | Судиславль        | ж.д. станция | Получено слишком много сущностей из Викиданные. Количество загруженных сущностей: 500/500. |
| 153 | Тёкотово          | деревня      | Получено слишком много сущностей из Викиданные. Количество загруженных сущностей: 500/500. |
| 154 | Тимошкино         | деревня      | Получено слишком много сущностей из Викиданные. Количество загруженных сущностей: 500/500. |
| 155 | Тофаново          | деревня      | Получено слишком много сущностей из Викиданные. Количество загруженных сущностей: 500/500. |
| 156 | Тюрино            | деревня      | Получено слишком много сущностей из Викиданные. Количество загруженных сущностей: 500/500. |
| 157 | Усад              | деревня      | Получено слишком много сущностей из Викиданные. Количество загруженных сущностей: 500/500. |
| 158 | Фадеево           | деревня      | Получено слишком много сущностей из Викиданные. Количество загруженных сущностей: 500/500. |
| 159 | Федиково          | деревня      | Получено слишком много сущностей из Викиданные. Количество загруженных сущностей: 500/500. |
| 160 | Фелисово          | деревня      | Получено слишком много сущностей из Викиданные. Количество загруженных сущностей: 500/500. |
| 161 | Филисово          | деревня      | Получено слишком много сущностей из Викиданные. Количество загруженных сущностей: 500/500. |
| 162 | Фроловка          | деревня      | Получено слишком много сущностей из Викиданные. Количество загруженных сущностей: 500/500. |
| 163 | Хмельково         | деревня      | Получено слишком много сущностей из Викиданные. Количество загруженных сущностей: 500/500. |
| 164 | Холм              | деревня      | Получено слишком много сущностей из Викиданные. Количество загруженных сущностей: 500/500. |
| 165 | Хохлово           | деревня      | Получено слишком много сущностей из Викиданные. Количество загруженных сущностей: 500/500. |
| 166 | Целуйково         | деревня      | Получено слишком много сущностей из Викиданные. Количество загруженных сущностей: 500/500. |
| 167 | Шаврино           | деревня      | Получено слишком много сущностей из Викиданные. Количество загруженных сущностей: 500/500. |
| 168 | Шахово            | село         | Получено слишком много сущностей из Викиданные. Количество загруженных сущностей: 500/500. |
| 169 | Шестаково         | деревня      | Получено слишком много сущностей из Викиданные. Количество загруженных сущностей: 500/500. |
| 170 | Шигарево          | деревня      | Получено слишком много сущностей из Викиданные. Количество загруженных сущностей: 500/500. |
| 171 | Юркино            | деревня      | Получено слишком много сущностей из Викиданные. Количество загруженных сущностей: 500/500. |
| 172 | Юрново            | деревня      | Получено слишком много сущностей из Викиданные. Количество загруженных сущностей: 500/500. |
| 173 | Юрцово            | деревня      | Получено слишком много сущностей из Викиданные. Количество загруженных сущностей: 500/500. |
| 174 | Якушево           | деревня      | Получено слишком много сущностей из Викиданные. Количество загруженных сущностей: 500/500. |
| 175 | Ярово             | деревня      | Получено слишком много сущностей из Викиданные. Количество загруженных сущностей: 500/500. |
| 176 | Яснево            | деревня      | Получено слишком много сущностей из Викиданные. Количество загруженных сущностей: 500/500. |

## Сусанинский
| №   | Населённый пункт | Тип     | Население                                                                                  |
| --- | ---------------- | ------- | ------------------------------------------------------------------------------------------ |
| 1   | Актонаево        | деревня | Получено слишком много сущностей из Викиданные. Количество загруженных сущностей: 500/500. |
| 2   | Андреевское      | село    | Получено слишком много сущностей из Викиданные. Количество загруженных сущностей: 500/500. |
| 3   | Антушки          | деревня | Получено слишком много сущностей из Викиданные. Количество загруженных сущностей: 500/500. |
| 4   | Бараново         | деревня | Получено слишком много сущностей из Викиданные. Количество загруженных сущностей: 500/500. |
| 5   | Баранцево        | деревня | Получено слишком много сущностей из Викиданные. Количество загруженных сущностей: 500/500. |
| 6   | Бородулино       | деревня | Получено слишком много сущностей из Викиданные. Количество загруженных сущностей: 500/500. |
| 7   | Бочатино         | деревня | Получено слишком много сущностей из Викиданные. Количество загруженных сущностей: 500/500. |
| 8   | Булыгино         | деревня | Получено слишком много сущностей из Викиданные. Количество загруженных сущностей: 500/500. |
| 9   | Бухарино         | деревня | Получено слишком много сущностей из Викиданные. Количество загруженных сущностей: 500/500. |
| 10  | Буяково          | село    | Получено слишком много сущностей из Викиданные. Количество загруженных сущностей: 500/500. |
| 11  | Быстрово         | деревня | Получено слишком много сущностей из Викиданные. Количество загруженных сущностей: 500/500. |
| 12  | Васюково         | деревня | Получено слишком много сущностей из Викиданные. Количество загруженных сущностей: 500/500. |
| 13  | Веригино         | деревня | Получено слишком много сущностей из Викиданные. Количество загруженных сущностей: 500/500. |
| 14  | Владимирово      | село    | Получено слишком много сущностей из Викиданные. Количество загруженных сущностей: 500/500. |
| 15  | Волково          | деревня | Получено слишком много сущностей из Викиданные. Количество загруженных сущностей: 500/500. |
| 16  | Вырокино         | деревня | Получено слишком много сущностей из Викиданные. Количество загруженных сущностей: 500/500. |
| 17  | Гавриловское     | деревня | Получено слишком много сущностей из Викиданные. Количество загруженных сущностей: 500/500. |
| 18  | Головинское      | деревня | Получено слишком много сущностей из Викиданные. Количество загруженных сущностей: 500/500. |
| 19  | Головинское      | село    | Получено слишком много сущностей из Викиданные. Количество загруженных сущностей: 500/500. |
| 20  | Гольцово         | деревня | Получено слишком много сущностей из Викиданные. Количество загруженных сущностей: 500/500. |
| 21  | Григорово        | деревня | Получено слишком много сущностей из Викиданные. Количество загруженных сущностей: 500/500. |
| 22  | Гульнево         | деревня | Получено слишком много сущностей из Викиданные. Количество загруженных сущностей: 500/500. |
| 23  | Дергайково       | деревня | Получено слишком много сущностей из Викиданные. Количество загруженных сущностей: 500/500. |
| 24  | Деревенское      | деревня | Получено слишком много сущностей из Викиданные. Количество загруженных сущностей: 500/500. |
| 25  | Деревеньки       | деревня | Получено слишком много сущностей из Викиданные. Количество загруженных сущностей: 500/500. |
| 26  | Домнино          | село    | Получено слишком много сущностей из Викиданные. Количество загруженных сущностей: 500/500. |
| 27  | Дьяковка         | деревня | Получено слишком много сущностей из Викиданные. Количество загруженных сущностей: 500/500. |
| 28  | Евлево           | деревня | Получено слишком много сущностей из Викиданные. Количество загруженных сущностей: 500/500. |
| 29  | Еремеево         | деревня | Получено слишком много сущностей из Викиданные. Количество загруженных сущностей: 500/500. |
| 30  | Жуково           | деревня | Получено слишком много сущностей из Викиданные. Количество загруженных сущностей: 500/500. |
| 31  | Заболотье        | деревня | Получено слишком много сущностей из Викиданные. Количество загруженных сущностей: 500/500. |
| 32  | Завод            | деревня | Получено слишком много сущностей из Викиданные. Количество загруженных сущностей: 500/500. |
| 33  | Запрудня         | деревня | Получено слишком много сущностей из Викиданные. Количество загруженных сущностей: 500/500. |
| 34  | Зогзино          | деревня | Получено слишком много сущностей из Викиданные. Количество загруженных сущностей: 500/500. |
| 35  | Зубово           | деревня | Получено слишком много сущностей из Викиданные. Количество загруженных сущностей: 500/500. |
| 36  | Ивашево          | деревня | Получено слишком много сущностей из Викиданные. Количество загруженных сущностей: 500/500. |
| 37  | Исаево           | деревня | Получено слишком много сущностей из Викиданные. Количество загруженных сущностей: 500/500. |
| 38  | Исупово          | село    | Получено слишком много сущностей из Викиданные. Количество загруженных сущностей: 500/500. |
| 39  | Карповское       | деревня | Получено слишком много сущностей из Викиданные. Количество загруженных сущностей: 500/500. |
| 40  | Кишино           | село    | Получено слишком много сущностей из Викиданные. Количество загруженных сущностей: 500/500. |
| 41  | Клоково          | деревня | Получено слишком много сущностей из Викиданные. Количество загруженных сущностей: 500/500. |
| 42  | Козино           | деревня | Получено слишком много сущностей из Викиданные. Количество загруженных сущностей: 500/500. |
| 43  | Коломино         | деревня | Получено слишком много сущностей из Викиданные. Количество загруженных сущностей: 500/500. |
| 44  | Константиновское | деревня | Получено слишком много сущностей из Викиданные. Количество загруженных сущностей: 500/500. |
| 45  | Королятино       | деревня | Получено слишком много сущностей из Викиданные. Количество загруженных сущностей: 500/500. |
| 46  | Кузьмино         | деревня | Получено слишком много сущностей из Викиданные. Количество загруженных сущностей: 500/500. |
| 47  | Кулеберово       | деревня | Получено слишком много сущностей из Викиданные. Количество загруженных сущностей: 500/500. |
| 48  | Леонтьево        | деревня | Получено слишком много сущностей из Викиданные. Количество загруженных сущностей: 500/500. |
| 49  | Ломышки          | деревня | Получено слишком много сущностей из Викиданные. Количество загруженных сущностей: 500/500. |
| 50  | Любимцево        | деревня | Получено слишком много сущностей из Викиданные. Количество загруженных сущностей: 500/500. |
| 51  | Макарино         | деревня | Получено слишком много сущностей из Викиданные. Количество загруженных сущностей: 500/500. |
| 52  | Мальгино         | деревня | Получено слишком много сущностей из Викиданные. Количество загруженных сущностей: 500/500. |
| 53  | Манакосово       | деревня | Получено слишком много сущностей из Викиданные. Количество загруженных сущностей: 500/500. |
| 54  | Медведки         | деревня | Получено слишком много сущностей из Викиданные. Количество загруженных сущностей: 500/500. |
| 55  | Медведки         | деревня | Получено слишком много сущностей из Викиданные. Количество загруженных сущностей: 500/500. |
| 56  | Медведки         | деревня | Получено слишком много сущностей из Викиданные. Количество загруженных сущностей: 500/500. |
| 57  | Межаково         | деревня | Получено слишком много сущностей из Викиданные. Количество загруженных сущностей: 500/500. |
| 58  | Межаково         | деревня | Получено слишком много сущностей из Викиданные. Количество загруженных сущностей: 500/500. |
| 59  | Меленки          | деревня | Получено слишком много сущностей из Викиданные. Количество загруженных сущностей: 500/500. |
| 60  | Мининское        | деревня | Получено слишком много сущностей из Викиданные. Количество загруженных сущностей: 500/500. |
| 61  | Мысы             | деревня | Получено слишком много сущностей из Викиданные. Количество загруженных сущностей: 500/500. |
| 62  | Новосёлки        | деревня | Получено слишком много сущностей из Викиданные. Количество загруженных сущностей: 500/500. |
| 63  | Носково          | село    | Получено слишком много сущностей из Викиданные. Количество загруженных сущностей: 500/500. |
| 64  | Озеряйки         | деревня | Получено слишком много сущностей из Викиданные. Количество загруженных сущностей: 500/500. |
| 65  | Ознобихино       | деревня | Получено слишком много сущностей из Викиданные. Количество загруженных сущностей: 500/500. |
| 66  | Охотино          | деревня | Получено слишком много сущностей из Викиданные. Количество загруженных сущностей: 500/500. |
| 67  | Панфилово        | деревня | Получено слишком много сущностей из Викиданные. Количество загруженных сущностей: 500/500. |
| 68  | Паршуки          | деревня | Получено слишком много сущностей из Викиданные. Количество загруженных сущностей: 500/500. |
| 69  | Перевоз          | деревня | Получено слишком много сущностей из Викиданные. Количество загруженных сущностей: 500/500. |
| 70  | Перемилово       | деревня | Получено слишком много сущностей из Викиданные. Количество загруженных сущностей: 500/500. |
| 71  | Петровское       | деревня | Получено слишком много сущностей из Викиданные. Количество загруженных сущностей: 500/500. |
| 72  | Плешивцево       | деревня | Получено слишком много сущностей из Викиданные. Количество загруженных сущностей: 500/500. |
| 73  | Полянки          | деревня | Получено слишком много сущностей из Викиданные. Количество загруженных сущностей: 500/500. |
| 74  | Попадьино        | деревня | Получено слишком много сущностей из Викиданные. Количество загруженных сущностей: 500/500. |
| 75  | Починок          | деревня | Получено слишком много сущностей из Викиданные. Количество загруженных сущностей: 500/500. |
| 76  | Пырино           | деревня | Получено слишком много сущностей из Викиданные. Количество загруженных сущностей: 500/500. |
| 77  | Ракуниха         | деревня | Получено слишком много сущностей из Викиданные. Количество загруженных сущностей: 500/500. |
| 78  | Северное         | село    | Получено слишком много сущностей из Викиданные. Количество загруженных сущностей: 500/500. |
| 79  | Селища           | деревня | Получено слишком много сущностей из Викиданные. Количество загруженных сущностей: 500/500. |
| 80  | Селища           | деревня | Получено слишком много сущностей из Викиданные. Количество загруженных сущностей: 500/500. |
| 81  | Сёмкино          | деревня | Получено слишком много сущностей из Викиданные. Количество загруженных сущностей: 500/500. |
| 82  | Сергеево         | деревня | Получено слишком много сущностей из Викиданные. Количество загруженных сущностей: 500/500. |
| 83  | Сивково          | деревня | Получено слишком много сущностей из Викиданные. Количество загруженных сущностей: 500/500. |
| 84  | Сокирино         | деревня | Получено слишком много сущностей из Викиданные. Количество загруженных сущностей: 500/500. |
| 85  | Солнечный        | посёлок | Получено слишком много сущностей из Викиданные. Количество загруженных сущностей: 500/500. |
| 86  | Спас-Хрипели     | село    | Получено слишком много сущностей из Викиданные. Количество загруженных сущностей: 500/500. |
| 87  | Степурино        | деревня | Получено слишком много сущностей из Викиданные. Количество загруженных сущностей: 500/500. |
| 88  | Сумароково       | село    | Получено слишком много сущностей из Викиданные. Количество загруженных сущностей: 500/500. |
| 89  | Сусанино         | пгт     | Получено слишком много сущностей из Викиданные. Количество загруженных сущностей: 500/500. |
| 90  | Сырнево          | деревня | Получено слишком много сущностей из Викиданные. Количество загруженных сущностей: 500/500. |
| 91  | Троицкое         | деревня | Получено слишком много сущностей из Викиданные. Количество загруженных сущностей: 500/500. |
| 92  | Тыково           | деревня | Получено слишком много сущностей из Викиданные. Количество загруженных сущностей: 500/500. |
| 93  | Федотово         | деревня | Получено слишком много сущностей из Викиданные. Количество загруженных сущностей: 500/500. |
| 94  | Фефелово         | деревня | Получено слишком много сущностей из Викиданные. Количество загруженных сущностей: 500/500. |
| 95  | Фоминское        | деревня | Получено слишком много сущностей из Викиданные. Количество загруженных сущностей: 500/500. |
| 96  | Халезово         | деревня | Получено слишком много сущностей из Викиданные. Количество загруженных сущностей: 500/500. |
| 97  | Хорзино          | деревня | Получено слишком много сущностей из Викиданные. Количество загруженных сущностей: 500/500. |
| 98  | Хреново          | деревня | Получено слишком много сущностей из Викиданные. Количество загруженных сущностей: 500/500. |
| 99  | Ченцово          | деревня | Получено слишком много сущностей из Викиданные. Количество загруженных сущностей: 500/500. |
| 100 | Шипилово         | деревня | Получено слишком много сущностей из Викиданные. Количество загруженных сущностей: 500/500. |
| 101 | Щетково          | деревня | Получено слишком много сущностей из Викиданные. Количество загруженных сущностей: 500/500. |
| 102 | Ямок             | деревня | Получено слишком много сущностей из Викиданные. Количество загруженных сущностей: 500/500. |

## Чухломский
| №   | Населённый пункт      | Тип     | Население                                                                                  |
| --- | --------------------- | ------- | ------------------------------------------------------------------------------------------ |
| 1   | Аверково              | деревня | Получено слишком много сущностей из Викиданные. Количество загруженных сущностей: 500/500. |
| 2   | Алешково              | деревня | Получено слишком много сущностей из Викиданные. Количество загруженных сущностей: 500/500. |
| 3   | Андреевское           | деревня | Получено слишком много сущностей из Викиданные. Количество загруженных сущностей: 500/500. |
| 4   | Андрины               | деревня | Получено слишком много сущностей из Викиданные. Количество загруженных сущностей: 500/500. |
| 5   | Аниково               | деревня | Получено слишком много сущностей из Викиданные. Количество загруженных сущностей: 500/500. |
| 6   | Анфимово              | посёлок | Получено слишком много сущностей из Викиданные. Количество загруженных сущностей: 500/500. |
| 7   | Аринино               | деревня | Получено слишком много сущностей из Викиданные. Количество загруженных сущностей: 500/500. |
| 8   | Ассорино              | деревня | Получено слишком много сущностей из Викиданные. Количество загруженных сущностей: 500/500. |
| 9   | Астапово              | деревня | Получено слишком много сущностей из Викиданные. Количество загруженных сущностей: 500/500. |
| 10  | Бакланово             | деревня | Получено слишком много сущностей из Викиданные. Количество загруженных сущностей: 500/500. |
| 11  | Бариново              | деревня | Получено слишком много сущностей из Викиданные. Количество загруженных сущностей: 500/500. |
| 12  | Белово                | деревня | Получено слишком много сущностей из Викиданные. Количество загруженных сущностей: 500/500. |
| 13  | Благачёво             | деревня | Получено слишком много сущностей из Викиданные. Количество загруженных сущностей: 500/500. |
| 14  | Боловино              | деревня | Получено слишком много сущностей из Викиданные. Количество загруженных сущностей: 500/500. |
| 15  | Большой Починок       | деревня | Получено слишком много сущностей из Викиданные. Количество загруженных сущностей: 500/500. |
| 16  | Борисово              | деревня | Получено слишком много сущностей из Викиданные. Количество загруженных сущностей: 500/500. |
| 17  | Буболино              | деревня | Получено слишком много сущностей из Викиданные. Количество загруженных сущностей: 500/500. |
| 18  | Бурдуково             | деревня | Получено слишком много сущностей из Викиданные. Количество загруженных сущностей: 500/500. |
| 19  | Бурминское            | деревня | Получено слишком много сущностей из Викиданные. Количество загруженных сущностей: 500/500. |
| 20  | Васильевское          | деревня | Получено слишком много сущностей из Викиданные. Количество загруженных сущностей: 500/500. |
| 21  | Васнево               | деревня | Получено слишком много сущностей из Викиданные. Количество загруженных сущностей: 500/500. |
| 22  | Введенское            | село    | Получено слишком много сущностей из Викиданные. Количество загруженных сущностей: 500/500. |
| 23  | Венгино               | деревня | Получено слишком много сущностей из Викиданные. Количество загруженных сущностей: 500/500. |
| 24  | Вига                  | посёлок | Получено слишком много сущностей из Викиданные. Количество загруженных сущностей: 500/500. |
| 25  | Волково               | деревня | Получено слишком много сущностей из Викиданные. Количество загруженных сущностей: 500/500. |
| 26  | Ворваж                | посёлок | Получено слишком много сущностей из Викиданные. Количество загруженных сущностей: 500/500. |
| 27  | Воронцово             | деревня | Получено слишком много сущностей из Викиданные. Количество загруженных сущностей: 500/500. |
| 28  | Воронцово             | деревня | Получено слишком много сущностей из Викиданные. Количество загруженных сущностей: 500/500. |
| 29  | Воскресенье-Глазуново | деревня | Получено слишком много сущностей из Викиданные. Количество загруженных сущностей: 500/500. |
| 30  | Вырыпаево             | деревня | Получено слишком много сущностей из Викиданные. Количество загруженных сущностей: 500/500. |
| 31  | Гавриловское          | деревня | Получено слишком много сущностей из Викиданные. Количество загруженных сущностей: 500/500. |
| 32  | Георгий               | село    | Получено слишком много сущностей из Викиданные. Количество загруженных сущностей: 500/500. |
| 33  | Герасимово            | деревня | Получено слишком много сущностей из Викиданные. Количество загруженных сущностей: 500/500. |
| 34  | Гляздуново            | деревня | Получено слишком много сущностей из Викиданные. Количество загруженных сущностей: 500/500. |
| 35  | Головино              | деревня | Получено слишком много сущностей из Викиданные. Количество загруженных сущностей: 500/500. |
| 36  | Головино              | деревня | Получено слишком много сущностей из Викиданные. Количество загруженных сущностей: 500/500. |
| 37  | Гольцово              | деревня | Получено слишком много сущностей из Викиданные. Количество загруженных сущностей: 500/500. |
| 38  | Горлово               | деревня | Получено слишком много сущностей из Викиданные. Количество загруженных сущностей: 500/500. |
| 39  | Григорьевское         | деревня | Получено слишком много сущностей из Викиданные. Количество загруженных сущностей: 500/500. |
| 40  | Гришинское            | деревня | Получено слишком много сущностей из Викиданные. Количество загруженных сущностей: 500/500. |
| 41  | Гулино                | деревня | Получено слишком много сущностей из Викиданные. Количество загруженных сущностей: 500/500. |
| 42  | Гущино                | деревня | Получено слишком много сущностей из Викиданные. Количество загруженных сущностей: 500/500. |
| 43  | Деменьково            | деревня | Получено слишком много сущностей из Викиданные. Количество загруженных сущностей: 500/500. |
| 44  | Дор                   | деревня | Получено слишком много сущностей из Викиданные. Количество загруженных сущностей: 500/500. |
| 45  | Дорофейцево           | деревня | Получено слишком много сущностей из Викиданные. Количество загруженных сущностей: 500/500. |
| 46  | Дубровка              | посёлок | Получено слишком много сущностей из Викиданные. Количество загруженных сущностей: 500/500. |
| 47  | Дудино                | деревня | Получено слишком много сущностей из Викиданные. Количество загруженных сущностей: 500/500. |
| 48  | Душкино               | деревня | Получено слишком много сущностей из Викиданные. Количество загруженных сущностей: 500/500. |
| 49  | Дюрбенево             | деревня | Получено слишком много сущностей из Викиданные. Количество загруженных сущностей: 500/500. |
| 50  | Евсяково              | деревня | Получено слишком много сущностей из Викиданные. Количество загруженных сущностей: 500/500. |
| 51  | Еляково               | деревня | Получено слишком много сущностей из Викиданные. Количество загруженных сущностей: 500/500. |
| 52  | Есаково               | деревня | Получено слишком много сущностей из Викиданные. Количество загруженных сущностей: 500/500. |
| 53  | Есипово               | деревня | Получено слишком много сущностей из Викиданные. Количество загруженных сущностей: 500/500. |
| 54  | Ефимовское            | деревня | Получено слишком много сущностей из Викиданные. Количество загруженных сущностей: 500/500. |
| 55  | Жар                   | деревня | Получено слишком много сущностей из Викиданные. Количество загруженных сущностей: 500/500. |
| 56  | Заболотье             | деревня | Получено слишком много сущностей из Викиданные. Количество загруженных сущностей: 500/500. |
| 57  | Заполье               | деревня | Получено слишком много сущностей из Викиданные. Количество загруженных сущностей: 500/500. |
| 58  | Зарубино              | деревня | Получено слишком много сущностей из Викиданные. Количество загруженных сущностей: 500/500. |
| 59  | Засухино              | деревня | Получено слишком много сущностей из Викиданные. Количество загруженных сущностей: 500/500. |
| 60  | Захарово              | деревня | Получено слишком много сущностей из Викиданные. Количество загруженных сущностей: 500/500. |
| 61  | Зикеево               | деревня | Получено слишком много сущностей из Викиданные. Количество загруженных сущностей: 500/500. |
| 62  | Зимёнки               | деревня | Получено слишком много сущностей из Викиданные. Количество загруженных сущностей: 500/500. |
| 63  | Зубарёво              | деревня | Получено слишком много сущностей из Викиданные. Количество загруженных сущностей: 500/500. |
| 64  | Ивановское            | деревня | Получено слишком много сущностей из Викиданные. Количество загруженных сущностей: 500/500. |
| 65  | Ивкино                | деревня | Получено слишком много сущностей из Викиданные. Количество загруженных сущностей: 500/500. |
| 66  | Измайлово             | деревня | Получено слишком много сущностей из Викиданные. Количество загруженных сущностей: 500/500. |
| 67  | Ильинское             | деревня | Получено слишком много сущностей из Викиданные. Количество загруженных сущностей: 500/500. |
| 68  | Калинино              | деревня | Получено слишком много сущностей из Викиданные. Количество загруженных сущностей: 500/500. |
| 69  | Калинкино             | деревня | Получено слишком много сущностей из Викиданные. Количество загруженных сущностей: 500/500. |
| 70  | Кислово               | деревня | Получено слишком много сущностей из Викиданные. Количество загруженных сущностей: 500/500. |
| 71  | Клепинино             | деревня | Получено слишком много сущностей из Викиданные. Количество загруженных сущностей: 500/500. |
| 72  | Климовское            | посёлок | Получено слишком много сущностей из Викиданные. Количество загруженных сущностей: 500/500. |
| 73  | Клусеево              | село    | Получено слишком много сущностей из Викиданные. Количество загруженных сущностей: 500/500. |
| 74  | Княжево               | деревня | Получено слишком много сущностей из Викиданные. Количество загруженных сущностей: 500/500. |
| 75  | Ковизино              | деревня | Получено слишком много сущностей из Викиданные. Количество загруженных сущностей: 500/500. |
| 76  | Коконыгино            | деревня | Получено слишком много сущностей из Викиданные. Количество загруженных сущностей: 500/500. |
| 77  | Коленково             | деревня | Получено слишком много сущностей из Викиданные. Количество загруженных сущностей: 500/500. |
| 78  | Конеево               | деревня | Получено слишком много сущностей из Викиданные. Количество загруженных сущностей: 500/500. |
| 79  | Константиново         | деревня | Получено слишком много сущностей из Викиданные. Количество загруженных сущностей: 500/500. |
| 80  | Коровье               | село    | Получено слишком много сущностей из Викиданные. Количество загруженных сущностей: 500/500. |
| 81  | Коровье               | деревня | Получено слишком много сущностей из Викиданные. Количество загруженных сущностей: 500/500. |
| 82  | Костино               | деревня | Получено слишком много сущностей из Викиданные. Количество загруженных сущностей: 500/500. |
| 83  | Костино               | деревня | Получено слишком много сущностей из Викиданные. Количество загруженных сущностей: 500/500. |
| 84  | Косяпино              | деревня | Получено слишком много сущностей из Викиданные. Количество загруженных сущностей: 500/500. |
| 85  | Красная Нива          | деревня | Получено слишком много сущностей из Викиданные. Количество загруженных сущностей: 500/500. |
| 86  | Крутица               | деревня | Получено слишком много сущностей из Викиданные. Количество загруженных сущностей: 500/500. |
| 87  | Крючково              | деревня | Получено слишком много сущностей из Викиданные. Количество загруженных сущностей: 500/500. |
| 88  | Кувшиново             | деревня | Получено слишком много сущностей из Викиданные. Количество загруженных сущностей: 500/500. |
| 89  | Кузнецово             | деревня | Получено слишком много сущностей из Викиданные. Количество загруженных сущностей: 500/500. |
| 90  | Кузнецово             | деревня | Получено слишком много сущностей из Викиданные. Количество загруженных сущностей: 500/500. |
| 91  | Куливёртово           | деревня | Получено слишком много сущностей из Викиданные. Количество загруженных сущностей: 500/500. |
| 92  | Курьяново             | деревня | Получено слишком много сущностей из Викиданные. Количество загруженных сущностей: 500/500. |
| 93  | Лаврентьевское        | деревня | Получено слишком много сущностей из Викиданные. Количество загруженных сущностей: 500/500. |
| 94  | Лукино                | деревня | Получено слишком много сущностей из Викиданные. Количество загруженных сущностей: 500/500. |
| 95  | Лукино                | деревня | Получено слишком много сущностей из Викиданные. Количество загруженных сущностей: 500/500. |
| 96  | Луковцино             | деревня | Получено слишком много сущностей из Викиданные. Количество загруженных сущностей: 500/500. |
| 97  | Лукушино              | деревня | Получено слишком много сущностей из Викиданные. Количество загруженных сущностей: 500/500. |
| 98  | Мазалово              | деревня | Получено слишком много сущностей из Викиданные. Количество загруженных сущностей: 500/500. |
| 99  | Маланино              | деревня | Получено слишком много сущностей из Викиданные. Количество загруженных сущностей: 500/500. |
| 100 | Малая Святица         | деревня | Получено слишком много сущностей из Викиданные. Количество загруженных сущностей: 500/500. |
| 101 | Марково               | деревня | Получено слишком много сущностей из Викиданные. Количество загруженных сущностей: 500/500. |
| 102 | Мартьяново            | деревня | Получено слишком много сущностей из Викиданные. Количество загруженных сущностей: 500/500. |
| 103 | Марфино               | деревня | Получено слишком много сущностей из Викиданные. Количество загруженных сущностей: 500/500. |
| 104 | Матвеево              | деревня | Получено слишком много сущностей из Викиданные. Количество загруженных сущностей: 500/500. |
| 105 | Матьково              | деревня | Получено слишком много сущностей из Викиданные. Количество загруженных сущностей: 500/500. |
| 106 | Меледино              | деревня | Получено слишком много сущностей из Викиданные. Количество загруженных сущностей: 500/500. |
| 107 | Мизинцево             | деревня | Получено слишком много сущностей из Викиданные. Количество загруженных сущностей: 500/500. |
| 108 | Минькино              | деревня | Получено слишком много сущностей из Викиданные. Количество загруженных сущностей: 500/500. |
| 109 | Митюково              | деревня | Получено слишком много сущностей из Викиданные. Количество загруженных сущностей: 500/500. |
| 110 | Михейцево             | деревня | Получено слишком много сущностей из Викиданные. Количество загруженных сущностей: 500/500. |
| 111 | Монсаково             | деревня | Получено слишком много сущностей из Викиданные. Количество загруженных сущностей: 500/500. |
| 112 | Нагорское             | деревня | Получено слишком много сущностей из Викиданные. Количество загруженных сущностей: 500/500. |
| 113 | Назарово              | деревня | Получено слишком много сущностей из Викиданные. Количество загруженных сущностей: 500/500. |
| 114 | Напрудново            | деревня | Получено слишком много сущностей из Викиданные. Количество загруженных сущностей: 500/500. |
| 115 | Нестерово             | деревня | Получено слишком много сущностей из Викиданные. Количество загруженных сущностей: 500/500. |
| 116 | Нигородцево           | деревня | Получено слишком много сущностей из Викиданные. Количество загруженных сущностей: 500/500. |
| 117 | Никитино              | деревня | Получено слишком много сущностей из Викиданные. Количество загруженных сущностей: 500/500. |
| 118 | Никоново              | деревня | Получено слишком много сущностей из Викиданные. Количество загруженных сущностей: 500/500. |
| 119 | Новинское             | деревня | Получено слишком много сущностей из Викиданные. Количество загруженных сущностей: 500/500. |
| 120 | Новопанкратово        | посёлок | Получено слишком много сущностей из Викиданные. Количество загруженных сущностей: 500/500. |
| 121 | Новосёлово            | деревня | Получено слишком много сущностей из Викиданные. Количество загруженных сущностей: 500/500. |
| 122 | Ножкино               | село    | Получено слишком много сущностей из Викиданные. Количество загруженных сущностей: 500/500. |
| 123 | Носово                | деревня | Получено слишком много сущностей из Викиданные. Количество загруженных сущностей: 500/500. |
| 124 | Одинцово              | деревня | Получено слишком много сущностей из Викиданные. Количество загруженных сущностей: 500/500. |
| 125 | Ожегино               | деревня | Получено слишком много сущностей из Викиданные. Количество загруженных сущностей: 500/500. |
| 126 | Ожиганово             | деревня | Получено слишком много сущностей из Викиданные. Количество загруженных сущностей: 500/500. |
| 127 | Ожиганово             | деревня | Получено слишком много сущностей из Викиданные. Количество загруженных сущностей: 500/500. |
| 128 | Озерки                | деревня | Получено слишком много сущностей из Викиданные. Количество загруженных сущностей: 500/500. |
| 129 | Озерово               | деревня | Получено слишком много сущностей из Викиданные. Количество загруженных сущностей: 500/500. |
| 130 | Ольховая              | деревня | Получено слишком много сущностей из Викиданные. Количество загруженных сущностей: 500/500. |
| 131 | Осташово              | деревня | Получено слишком много сущностей из Викиданные. Количество загруженных сущностей: 500/500. |
| 132 | Панкратово            | деревня | Получено слишком много сущностей из Викиданные. Количество загруженных сущностей: 500/500. |
| 133 | Петраково             | деревня | Получено слишком много сущностей из Викиданные. Количество загруженных сущностей: 500/500. |
| 134 | Петровское            | деревня | Получено слишком много сущностей из Викиданные. Количество загруженных сущностей: 500/500. |
| 135 | Платуново             | деревня | Получено слишком много сущностей из Викиданные. Количество загруженных сущностей: 500/500. |
| 136 | Плосково              | деревня | Получено слишком много сущностей из Викиданные. Количество загруженных сущностей: 500/500. |
| 137 | Плотина               | посёлок | Получено слишком много сущностей из Викиданные. Количество загруженных сущностей: 500/500. |
| 138 | Повалихино            | деревня | Получено слишком много сущностей из Викиданные. Количество загруженных сущностей: 500/500. |
| 139 | Погорелово            | деревня | Получено слишком много сущностей из Викиданные. Количество загруженных сущностей: 500/500. |
| 140 | Подболотново          | деревня | Получено слишком много сущностей из Викиданные. Количество загруженных сущностей: 500/500. |
| 141 | Покровское            | деревня | Получено слишком много сущностей из Викиданные. Количество загруженных сущностей: 500/500. |
| 142 | Полстниково           | деревня | Получено слишком много сущностей из Викиданные. Количество загруженных сущностей: 500/500. |
| 143 | Полтораново           | деревня | Получено слишком много сущностей из Викиданные. Количество загруженных сущностей: 500/500. |
| 144 | Полтораново           | посёлок | Получено слишком много сущностей из Викиданные. Количество загруженных сущностей: 500/500. |
| 145 | Понежское             | деревня | Получено слишком много сущностей из Викиданные. Количество загруженных сущностей: 500/500. |
| 146 | Популино              | деревня | Получено слишком много сущностей из Викиданные. Количество загруженных сущностей: 500/500. |
| 147 | Привалкино            | деревня | Получено слишком много сущностей из Викиданные. Количество загруженных сущностей: 500/500. |
| 148 | Пуминово              | деревня | Получено слишком много сущностей из Викиданные. Количество загруженных сущностей: 500/500. |
| 149 | Пыхино                | деревня | Получено слишком много сущностей из Викиданные. Количество загруженных сущностей: 500/500. |
| 150 | Рагозино              | деревня | Получено слишком много сущностей из Викиданные. Количество загруженных сущностей: 500/500. |
| 151 | Раменье               | деревня | Получено слишком много сущностей из Викиданные. Количество загруженных сущностей: 500/500. |
| 152 | Репехтино             | деревня | Получено слишком много сущностей из Викиданные. Количество загруженных сущностей: 500/500. |
| 153 | Романовское           | деревня | Получено слишком много сущностей из Викиданные. Количество загруженных сущностей: 500/500. |
| 154 | Рыково                | деревня | Получено слишком много сущностей из Викиданные. Количество загруженных сущностей: 500/500. |
| 155 | Рыстаново             | деревня | Получено слишком много сущностей из Викиданные. Количество загруженных сущностей: 500/500. |
| 156 | Рюминово              | деревня | Получено слишком много сущностей из Викиданные. Количество загруженных сущностей: 500/500. |
| 157 | Савватово             | деревня | Получено слишком много сущностей из Викиданные. Количество загруженных сущностей: 500/500. |
| 158 | Савино                | деревня | Получено слишком много сущностей из Викиданные. Количество загруженных сущностей: 500/500. |
| 159 | Савино                | деревня | Получено слишком много сущностей из Викиданные. Количество загруженных сущностей: 500/500. |
| 160 | Савино                | деревня | Получено слишком много сущностей из Викиданные. Количество загруженных сущностей: 500/500. |
| 161 | Савино                | деревня | Получено слишком много сущностей из Викиданные. Количество загруженных сущностей: 500/500. |
| 162 | Сальково              | деревня | Получено слишком много сущностей из Викиданные. Количество загруженных сущностей: 500/500. |
| 163 | Село                  | деревня | Получено слишком много сущностей из Викиданные. Количество загруженных сущностей: 500/500. |
| 164 | Семёнково             | деревня | Получено слишком много сущностей из Викиданные. Количество загруженных сущностей: 500/500. |
| 165 | Сенная                | село    | Получено слишком много сущностей из Викиданные. Количество загруженных сущностей: 500/500. |
| 166 | Серапиха              | село    | Получено слишком много сущностей из Викиданные. Количество загруженных сущностей: 500/500. |
| 167 | Серебряный Брод       | посёлок | Получено слишком много сущностей из Викиданные. Количество загруженных сущностей: 500/500. |
| 168 | Середнево             | деревня | Получено слишком много сущностей из Викиданные. Количество загруженных сущностей: 500/500. |
| 169 | Сиднево               | деревня | Получено слишком много сущностей из Викиданные. Количество загруженных сущностей: 500/500. |
| 170 | Скрипино              | деревня | Получено слишком много сущностей из Викиданные. Количество загруженных сущностей: 500/500. |
| 171 | Слуда                 | деревня | Получено слишком много сущностей из Викиданные. Количество загруженных сущностей: 500/500. |
| 172 | Соколово              | деревня | Получено слишком много сущностей из Викиданные. Количество загруженных сущностей: 500/500. |
| 173 | Соколово              | деревня | Получено слишком много сущностей из Викиданные. Количество загруженных сущностей: 500/500. |
| 174 | Стан                  | деревня | Получено слишком много сущностей из Викиданные. Количество загруженных сущностей: 500/500. |
| 175 | Старово               | деревня | Получено слишком много сущностей из Викиданные. Количество загруженных сущностей: 500/500. |
| 176 | Судай                 | село    | Получено слишком много сущностей из Викиданные. Количество загруженных сущностей: 500/500. |
| 177 | Сундоба               | деревня | Получено слишком много сущностей из Викиданные. Количество загруженных сущностей: 500/500. |
| 178 | Сухарево              | деревня | Получено слишком много сущностей из Викиданные. Количество загруженных сущностей: 500/500. |
| 179 | Тимофеевское          | деревня | Получено слишком много сущностей из Викиданные. Количество загруженных сущностей: 500/500. |
| 180 | Титово                | деревня | Получено слишком много сущностей из Викиданные. Количество загруженных сущностей: 500/500. |
| 181 | Торманово             | село    | Получено слишком много сущностей из Викиданные. Количество загруженных сущностей: 500/500. |
| 182 | Трясево               | деревня | Получено слишком много сущностей из Викиданные. Количество загруженных сущностей: 500/500. |
| 183 | Туруково              | деревня | Получено слишком много сущностей из Викиданные. Количество загруженных сущностей: 500/500. |
| 184 | Фалилеево             | деревня | Получено слишком много сущностей из Викиданные. Количество загруженных сущностей: 500/500. |
| 185 | Фёдоровское           | деревня | Получено слишком много сущностей из Викиданные. Количество загруженных сущностей: 500/500. |
| 186 | Фёдосово              | деревня | Получено слишком много сущностей из Викиданные. Количество загруженных сущностей: 500/500. |
| 187 | Фёдосово              | деревня | Получено слишком много сущностей из Викиданные. Количество загруженных сущностей: 500/500. |
| 188 | Фёдотово              | деревня | Получено слишком много сущностей из Викиданные. Количество загруженных сущностей: 500/500. |
| 189 | Федцово               | деревня | Получено слишком много сущностей из Викиданные. Количество загруженных сущностей: 500/500. |
| 190 | Федьково              | деревня | Получено слишком много сущностей из Викиданные. Количество загруженных сущностей: 500/500. |
| 191 | Федьково              | деревня | Получено слишком много сущностей из Викиданные. Количество загруженных сущностей: 500/500. |
| 192 | Филимоново            | деревня | Получено слишком много сущностей из Викиданные. Количество загруженных сущностей: 500/500. |
| 193 | Филино                | деревня | Получено слишком много сущностей из Викиданные. Количество загруженных сущностей: 500/500. |
| 194 | Филипповское          | деревня | Получено слишком много сущностей из Викиданные. Количество загруженных сущностей: 500/500. |
| 195 | Фирюково              | деревня | Получено слишком много сущностей из Викиданные. Количество загруженных сущностей: 500/500. |
| 196 | Фокино                | деревня | Получено слишком много сущностей из Викиданные. Количество загруженных сущностей: 500/500. |
| 197 | Фомино                | деревня | Получено слишком много сущностей из Викиданные. Количество загруженных сущностей: 500/500. |
| 198 | Фомицино              | деревня | Получено слишком много сущностей из Викиданные. Количество загруженных сущностей: 500/500. |
| 199 | Цилимово              | деревня | Получено слишком много сущностей из Викиданные. Количество загруженных сущностей: 500/500. |
| 200 | Часовново             | деревня | Получено слишком много сущностей из Викиданные. Количество загруженных сущностей: 500/500. |
| 201 | Чашково               | деревня | Получено слишком много сущностей из Викиданные. Количество загруженных сущностей: 500/500. |
| 202 | Чертово               | деревня | Получено слишком много сущностей из Викиданные. Количество загруженных сущностей: 500/500. |
| 203 | Чухлома               | город   | Получено слишком много сущностей из Викиданные. Количество загруженных сущностей: 500/500. |
| 204 | Шартаново             | село    | Получено слишком много сущностей из Викиданные. Количество загруженных сущностей: 500/500. |
| 205 | Шелепнево             | деревня | Получено слишком много сущностей из Викиданные. Количество загруженных сущностей: 500/500. |
| 206 | Щукино                | деревня | Получено слишком много сущностей из Викиданные. Количество загруженных сущностей: 500/500. |
| 207 | Юркино                | деревня | Получено слишком много сущностей из Викиданные. Количество загруженных сущностей: 500/500. |
| 208 | Юрьевское             | деревня | Получено слишком много сущностей из Викиданные. Количество загруженных сущностей: 500/500. |
| 209 | Якша                  | посёлок | Получено слишком много сущностей из Викиданные. Количество загруженных сущностей: 500/500. |

## Шарьинский
| №   | Населённый пункт      | Тип      | Население                                                                                  |
| --- | --------------------- | -------- | ------------------------------------------------------------------------------------------ |
| 1   | Аксёново              | деревня  | Получено слишком много сущностей из Викиданные. Количество загруженных сущностей: 500/500. |
| 2   | Алёшиха               | деревня  | Получено слишком много сущностей из Викиданные. Количество загруженных сущностей: 500/500. |
| 3   | Андрониха             | деревня  | Получено слишком много сущностей из Викиданные. Количество загруженных сущностей: 500/500. |
| 4   | Аристиха              | деревня  | Получено слишком много сущностей из Викиданные. Количество загруженных сущностей: 500/500. |
| 5   | Аристиха              | деревня  | Получено слишком много сущностей из Викиданные. Количество загруженных сущностей: 500/500. |
| 6   | Балаболиха            | деревня  | Получено слишком много сущностей из Викиданные. Количество загруженных сущностей: 500/500. |
| 7   | Барабаново            | деревня  | Получено слишком много сущностей из Викиданные. Количество загруженных сущностей: 500/500. |
| 8   | Барановка             | деревня  | Получено слишком много сущностей из Викиданные. Количество загруженных сущностей: 500/500. |
| 9   | Бараново              | деревня  | Получено слишком много сущностей из Викиданные. Количество загруженных сущностей: 500/500. |
| 10  | Безнег                | деревня  | Получено слишком много сущностей из Викиданные. Количество загруженных сущностей: 500/500. |
| 11  | Белышиха              | деревня  | Получено слишком много сущностей из Викиданные. Количество загруженных сущностей: 500/500. |
| 12  | Бердиха               | деревня  | Получено слишком много сущностей из Викиданные. Количество загруженных сущностей: 500/500. |
| 13  | Берзиха               | деревня  | Получено слишком много сущностей из Викиданные. Количество загруженных сущностей: 500/500. |
| 14  | Бодячиха              | деревня  | Получено слишком много сущностей из Викиданные. Количество загруженных сущностей: 500/500. |
| 15  | Большая Талица        | деревня  | Получено слишком много сущностей из Викиданные. Количество загруженных сущностей: 500/500. |
| 16  | Большое Варакино      | деревня  | Получено слишком много сущностей из Викиданные. Количество загруженных сущностей: 500/500. |
| 17  | Боровской             | посёлок  | Получено слишком много сущностей из Викиданные. Количество загруженных сущностей: 500/500. |
| 18  | Бородино              | деревня  | Получено слишком много сущностей из Викиданные. Количество загруженных сущностей: 500/500. |
| 19  | Боярка                | деревня  | Получено слишком много сущностей из Викиданные. Количество загруженных сущностей: 500/500. |
| 20  | Бусыгинцы             | деревня  | Получено слишком много сущностей из Викиданные. Количество загруженных сущностей: 500/500. |
| 21  | Бухалкино             | деревня  | Получено слишком много сущностей из Викиданные. Количество загруженных сущностей: 500/500. |
| 22  | Быково                | деревня  | Получено слишком много сущностей из Викиданные. Количество загруженных сущностей: 500/500. |
| 23  | Быково                | деревня  | Получено слишком много сущностей из Викиданные. Количество загруженных сущностей: 500/500. |
| 24  | Быково                | деревня  | Получено слишком много сущностей из Викиданные. Количество загруженных сущностей: 500/500. |
| 25  | Быниха                | деревня  | Получено слишком много сущностей из Викиданные. Количество загруженных сущностей: 500/500. |
| 26  | Бычиха                | деревня  | Получено слишком много сущностей из Викиданные. Количество загруженных сущностей: 500/500. |
| 27  | Вагино                | деревня  | Получено слишком много сущностей из Викиданные. Количество загруженных сущностей: 500/500. |
| 28  | Варакинский           | посёлок  | Получено слишком много сущностей из Викиданные. Количество загруженных сущностей: 500/500. |
| 29  | Вардугино             | деревня  | Получено слишком много сущностей из Викиданные. Количество загруженных сущностей: 500/500. |
| 30  | Васенёво              | посёлок  | Получено слишком много сущностей из Викиданные. Количество загруженных сущностей: 500/500. |
| 31  | Васильевское          | деревня  | Получено слишком много сущностей из Викиданные. Количество загруженных сущностей: 500/500. |
| 32  | Вахнево               | деревня  | Получено слишком много сущностей из Викиданные. Количество загруженных сущностей: 500/500. |
| 33  | Власиха               | деревня  | Получено слишком много сущностей из Викиданные. Количество загруженных сущностей: 500/500. |
| 34  | Воеводиха             | деревня  | Получено слишком много сущностей из Викиданные. Количество загруженных сущностей: 500/500. |
| 35  | Воробьиха             | деревня  | Получено слишком много сущностей из Викиданные. Количество загруженных сущностей: 500/500. |
| 36  | Вторая Культура       | деревня  | Получено слишком много сущностей из Викиданные. Количество загруженных сущностей: 500/500. |
| 37  | Выползово             | деревня  | Получено слишком много сущностей из Викиданные. Количество загруженных сущностей: 500/500. |
| 38  | Высоковка             | деревня  | Получено слишком много сущностей из Викиданные. Количество загруженных сущностей: 500/500. |
| 39  | Высоково              | деревня  | Получено слишком много сущностей из Викиданные. Количество загруженных сущностей: 500/500. |
| 40  | Глиновка              | деревня  | Получено слишком много сущностей из Викиданные. Количество загруженных сущностей: 500/500. |
| 41  | Глушиха               | деревня  | Получено слишком много сущностей из Викиданные. Количество загруженных сущностей: 500/500. |
| 42  | Головино              | деревня  | Получено слишком много сущностей из Викиданные. Количество загруженных сущностей: 500/500. |
| 43  | Головино              | село     | Получено слишком много сущностей из Викиданные. Количество загруженных сущностей: 500/500. |
| 44  | Гольяниха             | деревня  | Получено слишком много сущностей из Викиданные. Количество загруженных сущностей: 500/500. |
| 45  | Гольяново             | деревня  | Получено слишком много сущностей из Викиданные. Количество загруженных сущностей: 500/500. |
| 46  | Гордюшиха             | деревня  | Получено слишком много сущностей из Викиданные. Количество загруженных сущностей: 500/500. |
| 47  | Горланиха             | деревня  | Получено слишком много сущностей из Викиданные. Количество загруженных сущностей: 500/500. |
| 48  | Денисово              | деревня  | Получено слишком много сущностей из Викиданные. Количество загруженных сущностей: 500/500. |
| 49  | Дюково                | деревня  | Получено слишком много сущностей из Викиданные. Количество загруженных сущностей: 500/500. |
| 50  | Дюковское лесничество | кордон   | Получено слишком много сущностей из Викиданные. Количество загруженных сущностей: 500/500. |
| 51  | Ерёмино               | деревня  | Получено слишком много сущностей из Викиданные. Количество загруженных сущностей: 500/500. |
| 52  | Ершиха                | деревня  | Получено слишком много сущностей из Викиданные. Количество загруженных сущностей: 500/500. |
| 53  | Желниха               | деревня  | Получено слишком много сущностей из Викиданные. Количество загруженных сущностей: 500/500. |
| 54  | Заболотье             | деревня  | Получено слишком много сущностей из Викиданные. Количество загруженных сущностей: 500/500. |
| 55  | Заболотье             | село     | Получено слишком много сущностей из Викиданные. Количество загруженных сущностей: 500/500. |
| 56  | Заболотье             | деревня  | Получено слишком много сущностей из Викиданные. Количество загруженных сущностей: 500/500. |
| 57  | Заводь                | деревня  | Получено слишком много сущностей из Викиданные. Количество загруженных сущностей: 500/500. |
| 58  | Завьялиха             | деревня  | Получено слишком много сущностей из Викиданные. Количество загруженных сущностей: 500/500. |
| 59  | Зебляки               | посёлок  | Получено слишком много сущностей из Викиданные. Количество загруженных сущностей: 500/500. |
| 60  | Зебляки               | деревня  | Получено слишком много сущностей из Викиданные. Количество загруженных сущностей: 500/500. |
| 61  | Ивановский            | хутор    | Получено слишком много сущностей из Викиданные. Количество загруженных сущностей: 500/500. |
| 62  | Ивановское            | деревня  | Получено слишком много сущностей из Викиданные. Количество загруженных сущностей: 500/500. |
| 63  | Иванчиха              | деревня  | Получено слишком много сущностей из Викиданные. Количество загруженных сущностей: 500/500. |
| 64  | Иваньково             | деревня  | Получено слишком много сущностей из Викиданные. Количество загруженных сущностей: 500/500. |
| 65  | Казанка               | деревня  | Получено слишком много сущностей из Викиданные. Количество загруженных сущностей: 500/500. |
| 66  | Катунино              | деревня  | Получено слишком много сущностей из Викиданные. Количество загруженных сущностей: 500/500. |
| 67  | Кебасиха              | деревня  | Получено слишком много сущностей из Викиданные. Количество загруженных сущностей: 500/500. |
| 68  | Киево                 | деревня  | Получено слишком много сущностей из Викиданные. Количество загруженных сущностей: 500/500. |
| 69  | Киселиха              | деревня  | Получено слишком много сущностей из Викиданные. Количество загруженных сущностей: 500/500. |
| 70  | Козиониха             | деревня  | Получено слишком много сущностей из Викиданные. Количество загруженных сущностей: 500/500. |
| 71  | Кокуй                 | деревня  | Получено слишком много сущностей из Викиданные. Количество загруженных сущностей: 500/500. |
| 72  | Колеватовцы           | деревня  | Получено слишком много сущностей из Викиданные. Количество загруженных сущностей: 500/500. |
| 73  | Колесиха              | деревня  | Получено слишком много сущностей из Викиданные. Количество загруженных сущностей: 500/500. |
| 74  | Колобовка             | деревня  | Получено слишком много сущностей из Викиданные. Количество загруженных сущностей: 500/500. |
| 75  | Комухино              | деревня  | Получено слишком много сущностей из Викиданные. Количество загруженных сущностей: 500/500. |
| 76  | Конёвка               | деревня  | Получено слишком много сущностей из Викиданные. Количество загруженных сущностей: 500/500. |
| 77  | Конёвка               | деревня  | Получено слишком много сущностей из Викиданные. Количество загруженных сущностей: 500/500. |
| 78  | Конёво                | деревня  | Получено слишком много сущностей из Викиданные. Количество загруженных сущностей: 500/500. |
| 79  | Конёво                | село     | Получено слишком много сущностей из Викиданные. Количество загруженных сущностей: 500/500. |
| 80  | Кораблиха             | деревня  | Получено слишком много сущностей из Викиданные. Количество загруженных сущностей: 500/500. |
| 81  | Королёвка             | деревня  | Получено слишком много сущностей из Викиданные. Количество загруженных сущностей: 500/500. |
| 82  | Косиха                | деревня  | Получено слишком много сущностей из Викиданные. Количество загруженных сущностей: 500/500. |
| 83  | Коурчиха              | деревня  | Получено слишком много сущностей из Викиданные. Количество загруженных сущностей: 500/500. |
| 84  | Красавцы              | деревня  | Получено слишком много сущностей из Викиданные. Количество загруженных сущностей: 500/500. |
| 85  | Красная Горка         | деревня  | Получено слишком много сущностей из Викиданные. Количество загруженных сущностей: 500/500. |
| 86  | Красный Холм          | деревня  | Получено слишком много сущностей из Викиданные. Количество загруженных сущностей: 500/500. |
| 87  | Кривцово              | деревня  | Получено слишком много сущностей из Викиданные. Количество загруженных сущностей: 500/500. |
| 88  | Кривячка              | деревня  | Получено слишком много сущностей из Викиданные. Количество загруженных сущностей: 500/500. |
| 89  | Круглица              | деревня  | Получено слишком много сущностей из Викиданные. Количество загруженных сущностей: 500/500. |
| 90  | Кузино                | деревня  | Получено слишком много сущностей из Викиданные. Количество загруженных сущностей: 500/500. |
| 91  | Кузнецово             | починок  | Получено слишком много сущностей из Викиданные. Количество загруженных сущностей: 500/500. |
| 92  | Кузнечиха             | деревня  | Получено слишком много сущностей из Викиданные. Количество загруженных сущностей: 500/500. |
| 93  | Курганы               | деревня  | Получено слишком много сущностей из Викиданные. Количество загруженных сущностей: 500/500. |
| 94  | Кучериха              | деревня  | Получено слишком много сущностей из Викиданные. Количество загруженных сущностей: 500/500. |
| 95  | Лелеково              | деревня  | Получено слишком много сущностей из Викиданные. Количество загруженных сущностей: 500/500. |
| 96  | Лесничество           | местечко | Получено слишком много сущностей из Викиданные. Количество загруженных сущностей: 500/500. |
| 97  | Луговой               | посёлок  | Получено слишком много сущностей из Викиданные. Количество загруженных сущностей: 500/500. |
| 98  | Лукино                | деревня  | Получено слишком много сущностей из Викиданные. Количество загруженных сущностей: 500/500. |
| 99  | Лысиха                | деревня  | Получено слишком много сущностей из Викиданные. Количество загруженных сущностей: 500/500. |
| 100 | Лычиха                | деревня  | Получено слишком много сущностей из Викиданные. Количество загруженных сущностей: 500/500. |
| 101 | Майтиха               | деревня  | Получено слишком много сущностей из Викиданные. Количество загруженных сущностей: 500/500. |
| 102 | Максимиха             | деревня  | Получено слишком много сущностей из Викиданные. Количество загруженных сущностей: 500/500. |
| 103 | Малая Талица          | деревня  | Получено слишком много сущностей из Викиданные. Количество загруженных сущностей: 500/500. |
| 104 | Малое Варакино        | деревня  | Получено слишком много сущностей из Викиданные. Количество загруженных сущностей: 500/500. |
| 105 | Марутино              | деревня  | Получено слишком много сущностей из Викиданные. Количество загруженных сущностей: 500/500. |
| 106 | Матвеевка             | деревня  | Получено слишком много сущностей из Викиданные. Количество загруженных сущностей: 500/500. |
| 107 | Матвеевское           | село     | Получено слишком много сущностей из Викиданные. Количество загруженных сущностей: 500/500. |
| 108 | Медведица             | деревня  | Получено слишком много сущностей из Викиданные. Количество загруженных сущностей: 500/500. |
| 109 | Медведица             | деревня  | Получено слишком много сущностей из Викиданные. Количество загруженных сущностей: 500/500. |
| 110 | Мещериха              | деревня  | Получено слишком много сущностей из Викиданные. Количество загруженных сущностей: 500/500. |
| 111 | Минино                | деревня  | Получено слишком много сущностей из Викиданные. Количество загруженных сущностей: 500/500. |
| 112 | Михалиха              | деревня  | Получено слишком много сущностей из Викиданные. Количество загруженных сущностей: 500/500. |
| 113 | Молошница             | деревня  | Получено слишком много сущностей из Викиданные. Количество загруженных сущностей: 500/500. |
| 114 | Мундоро               | деревня  | Получено слишком много сущностей из Викиданные. Количество загруженных сущностей: 500/500. |
| 115 | Надёжино              | деревня  | Получено слишком много сущностей из Викиданные. Количество загруженных сущностей: 500/500. |
| 116 | Назимица              | деревня  | Получено слишком много сущностей из Викиданные. Количество загруженных сущностей: 500/500. |
| 117 | Нежданово             | деревня  | Получено слишком много сущностей из Викиданные. Количество загруженных сущностей: 500/500. |
| 118 | Николо-Шанга          | село     | Получено слишком много сущностей из Викиданные. Количество загруженных сущностей: 500/500. |
| 119 | Новосёловцы           | деревня  | Получено слишком много сущностей из Викиданные. Количество загруженных сущностей: 500/500. |
| 120 | Ново-Шангское         | деревня  | Получено слишком много сущностей из Викиданные. Количество загруженных сущностей: 500/500. |
| 121 | Нужна                 | деревня  | Получено слишком много сущностей из Викиданные. Количество загруженных сущностей: 500/500. |
| 122 | Нюрюг                 | деревня  | Получено слишком много сущностей из Викиданные. Количество загруженных сущностей: 500/500. |
| 123 | Обуховица             | деревня  | Получено слишком много сущностей из Викиданные. Количество загруженных сущностей: 500/500. |
| 124 | Одоевское             | село     | Получено слишком много сущностей из Викиданные. Количество загруженных сущностей: 500/500. |
| 125 | Осипово               | деревня  | Получено слишком много сущностей из Викиданные. Количество загруженных сущностей: 500/500. |
| 126 | Павлово               | деревня  | Получено слишком много сущностей из Викиданные. Количество загруженных сущностей: 500/500. |
| 127 | Первая Культура       | деревня  | Получено слишком много сущностей из Викиданные. Количество загруженных сущностей: 500/500. |
| 128 | Печёнкино             | село     | Получено слишком много сущностей из Викиданные. Количество загруженных сущностей: 500/500. |
| 129 | Пищёвка               | деревня  | Получено слишком много сущностей из Викиданные. Количество загруженных сущностей: 500/500. |
| 130 | Плосково              | деревня  | Получено слишком много сущностей из Викиданные. Количество загруженных сущностей: 500/500. |
| 131 | Повёрткино            | деревня  | Получено слишком много сущностей из Викиданные. Количество загруженных сущностей: 500/500. |
| 132 | Подолиха              | деревня  | Получено слишком много сущностей из Викиданные. Количество загруженных сущностей: 500/500. |
| 133 | Поляшово              | деревня  | Получено слишком много сущностей из Викиданные. Количество загруженных сущностей: 500/500. |
| 134 | Починок               | деревня  | Получено слишком много сущностей из Викиданные. Количество загруженных сущностей: 500/500. |
| 135 | Притыкино             | деревня  | Получено слишком много сущностей из Викиданные. Количество загруженных сущностей: 500/500. |
| 136 | Прудовка              | деревня  | Получено слишком много сущностей из Викиданные. Количество загруженных сущностей: 500/500. |
| 137 | Пустошка              | деревня  | Получено слишком много сущностей из Викиданные. Количество загруженных сущностей: 500/500. |
| 138 | Пятунино              | деревня  | Получено слишком много сущностей из Викиданные. Количество загруженных сущностей: 500/500. |
| 139 | Ракитиха              | деревня  | Получено слишком много сущностей из Викиданные. Количество загруженных сущностей: 500/500. |
| 140 | Решетиха              | деревня  | Получено слишком много сущностей из Викиданные. Количество загруженных сущностей: 500/500. |
| 141 | Робяши                | деревня  | Получено слишком много сущностей из Викиданные. Количество загруженных сущностей: 500/500. |
| 142 | Рогачиха              | деревня  | Получено слишком много сущностей из Викиданные. Количество загруженных сущностей: 500/500. |
| 143 | Рождественское        | село     | Получено слишком много сущностей из Викиданные. Количество загруженных сущностей: 500/500. |
| 144 | Рожиха                | деревня  | Получено слишком много сущностей из Викиданные. Количество загруженных сущностей: 500/500. |
| 145 | Сабуриха              | деревня  | Получено слишком много сущностей из Викиданные. Количество загруженных сущностей: 500/500. |
| 146 | Савиха                | деревня  | Получено слишком много сущностей из Викиданные. Количество загруженных сущностей: 500/500. |
| 147 | Сафоново              | деревня  | Получено слишком много сущностей из Викиданные. Количество загруженных сущностей: 500/500. |
| 148 | Семениха              | деревня  | Получено слишком много сущностей из Викиданные. Количество загруженных сущностей: 500/500. |
| 149 | Сергеево              | деревня  | Получено слишком много сущностей из Викиданные. Количество загруженных сущностей: 500/500. |
| 150 | Серёгино              | деревня  | Получено слишком много сущностей из Викиданные. Количество загруженных сущностей: 500/500. |
| 151 | Середняя              | деревня  | Получено слишком много сущностей из Викиданные. Количество загруженных сущностей: 500/500. |
| 152 | Серково               | деревня  | Получено слишком много сущностей из Викиданные. Количество загруженных сущностей: 500/500. |
| 153 | Симоново              | деревня  | Получено слишком много сущностей из Викиданные. Количество загруженных сущностей: 500/500. |
| 154 | Слепниха              | деревня  | Получено слишком много сущностей из Викиданные. Количество загруженных сущностей: 500/500. |
| 155 | Смородинцы            | деревня  | Получено слишком много сущностей из Викиданные. Количество загруженных сущностей: 500/500. |
| 156 | Соколовский           | посёлок  | Получено слишком много сущностей из Викиданные. Количество загруженных сущностей: 500/500. |
| 157 | Старково              | деревня  | Получено слишком много сущностей из Викиданные. Количество загруженных сущностей: 500/500. |
| 158 | Старо-Шангское        | деревня  | Получено слишком много сущностей из Викиданные. Количество загруженных сущностей: 500/500. |
| 159 | Столбецкое            | деревня  | Получено слишком много сущностей из Викиданные. Количество загруженных сущностей: 500/500. |
| 160 | Суриха                | деревня  | Получено слишком много сущностей из Викиданные. Количество загруженных сущностей: 500/500. |
| 161 | Сысоиха               | деревня  | Получено слишком много сущностей из Викиданные. Количество загруженных сущностей: 500/500. |
| 162 | Третьяково            | деревня  | Получено слишком много сущностей из Викиданные. Количество загруженных сущностей: 500/500. |
| 163 | Троицкое              | село     | Получено слишком много сущностей из Викиданные. Количество загруженных сущностей: 500/500. |
| 164 | Тютниха               | деревня  | Получено слишком много сущностей из Викиданные. Количество загруженных сущностей: 500/500. |
| 165 | Уткино                | деревня  | Получено слишком много сущностей из Викиданные. Количество загруженных сущностей: 500/500. |
| 166 | Фадиха                | деревня  | Получено слишком много сущностей из Викиданные. Количество загруженных сущностей: 500/500. |
| 167 | Филатиха              | деревня  | Получено слишком много сущностей из Викиданные. Количество загруженных сущностей: 500/500. |
| 168 | Филино                | деревня  | Получено слишком много сущностей из Викиданные. Количество загруженных сущностей: 500/500. |
| 169 | Филиха                | деревня  | Получено слишком много сущностей из Викиданные. Количество загруженных сущностей: 500/500. |
| 170 | Хмелевица             | деревня  | Получено слишком много сущностей из Викиданные. Количество загруженных сущностей: 500/500. |
| 171 | Хмелёвка              | деревня  | Получено слишком много сущностей из Викиданные. Количество загруженных сущностей: 500/500. |
| 172 | Хреново               | деревня  | Получено слишком много сущностей из Викиданные. Количество загруженных сущностей: 500/500. |
| 173 | Шекшема               | посёлок  | Получено слишком много сущностей из Викиданные. Количество загруженных сущностей: 500/500. |
| 174 | Ширикалиха            | деревня  | Получено слишком много сущностей из Викиданные. Количество загруженных сущностей: 500/500. |
| 175 | Шубиха                | деревня  | Получено слишком много сущностей из Викиданные. Количество загруженных сущностей: 500/500. |
| 176 | Якимиха               | деревня  | Получено слишком много сущностей из Викиданные. Количество загруженных сущностей: 500/500. |
| 177 | Яковищево             | деревня  | Получено слишком много сущностей из Викиданные. Количество загруженных сущностей: 500/500. |
| 178 | Яковлиха              | деревня  | Получено слишком много сущностей из Викиданные. Количество загруженных сущностей: 500/500. |
| 179 | Якутино               | деревня  | Получено слишком много сущностей из Викиданные. Количество загруженных сущностей: 500/500. |